# Slovenien
Slovenien (slovenska: Slovenija), formellt Republiken Slovenien (Republika Slovenija), är en republik i Centraleuropa. Landet gränsar till Italien, Österrike, Ungern och Kroatien och har kust mot Adriatiska havet. Landets huvudstad är Ljubljana. Slovenien är medlem i Europeiska unionen och i militäralliansen Nato sedan 2004.
Sedan 1 januari 2007 har Slovenien euron som valuta och ingår därmed i euroområdet. Landet är medlem i OECD sedan 2010.

## Historia

### Tidig historia
De äldsta spåren av människor i Slovenien är cirka 250 000 år gamla. Flöjten från Divje Babe är ett björnben som hittades i en bosättning av neandertalmänniskor nära Cerkno och som av vissa har tolkats som världens äldsta funna musikinstrument, av andra som en benbit perforerad av vilddjurständer. I en cromagnon-bosättning i Potok-grottan har världens äldsta nål hittats .
Adriatiska veneter, illyrer och kelter bebodde området under bronsåldern och förromersk järnålder. Rika fynd från urnfältskulturen och Hallstattkulturen från dessa tidsperioder har hittats i Slovenien. Dessa folk latiniserades till stor del efter den romerska annekteringen av dagens Slovenien under första århundradet f.Kr.
Under romarnas styre delades landet in i Romerska rikets tionde kärnregion Regio X Ventia et Histria (västra Slovenien, med östgräns ungefär vid den nuvarande slovenska huvudstaden Ljubljana), det autonoma kungadömet Noricum (senare nedgraderat till provins) i norra Slovenien, provinsen Pannonia i sydöstra och östra Slovenien, samt provinsen Dalmatia i sydligaste Slovenien. Slovenien var en del av Romerska riket fram till Västroms sönderfall.
De slaviskspråkiga anfäderna till dagens slovener antas ha bosatt sig i området på 500-talet. Den latiniserade befolkningen från Antiken, kvarvarande romare och rester av germanska stammar som passerat området under folkvandringstiden uppgick i den slovenska etnogenesen. Furstendömet Karantanien, den första proto-slovenska och den första stabila slaviskspråkiga staten, grundades på 600-talet. År 745 förlorade Karantanien sin självständighet till Frankerriket, och den kristna missionen i området intensifierades för att slutgiltigt omvända slovenerna och bayrarna. Under andra hälften av 900-talet skrevs de freisingska skrifterna, som var de första slovenska och även de första slaviska skrifterna skrivna på det latinska alfabetet.

### Medeltiden
I början av medeltiden talades det alpslaviska språk som blev slovenskan i ett ungefärligt område från den nuvarande tjeckiska gränsen i norr, längs linjen Linz-Lienz genom nuvarande Österrike, till nuvarande italienska Sydtyrolen i sydväst, Adriatiska havet och Istrien i söder, och i sydost till Balatonsjön i nuvarande Ungern. Under medeltiden skedde en omfattande bayersk invandring till Alperna och en stor del av slovenerna uppgick i det österrikiska nationsbygget genom språklig germanisering, medan slovenerna i västra Ungern assimilerades av ungrarna. Som majoritetsspråk överlevde slovenska enbart i det område som idag utgör Republiken Slovenien.
Under medeltiden var dagens Slovenien delat främst mellan Republiken Venedig och Hertigdömet Bayern. På 1300-talet kom det mesta av Slovenien att hamna under det habsburgska Österrike. Få adelsfamiljer av slovensk börd hade någon större politisk betydelse i det medeltida Europa. 

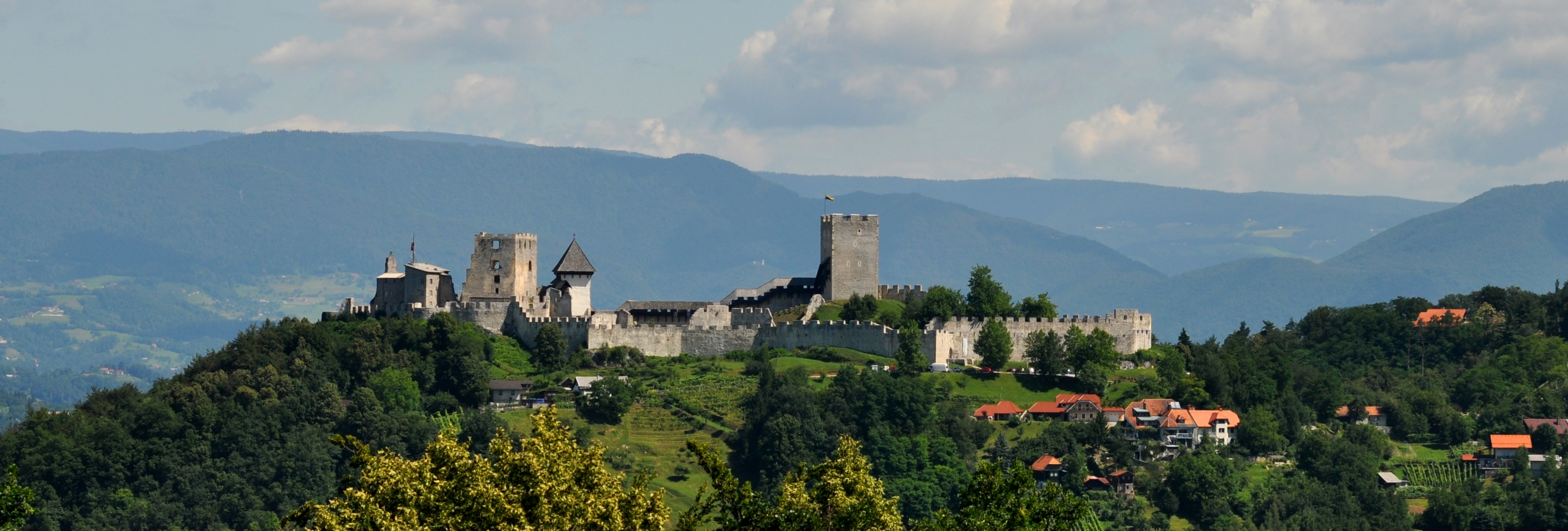
Celje-ättens gamla residens ovan staden Celje (i dalen bakom borgkullen).

Grevarna av Celje, efter 1436 upphöjda till furstar, var ett undantag. Barbara av Celje blev tysk-romersk kejsarinna 1433. Celje-ätten uppfattades som ett hot mot habsburgarnas makt. Genom ett avtal mellan familjerna bestämdes att den ätt som överlevde den andra skulle ärva den andras egendomar. Den siste Celje-fursten Ulrik den II som var barnlös lönnmördades 1456 under ett tornerspel och habsburgarna tog över Celje-ättens alla besittningar. 14- och 1500-talen karaktäriseras av bondeuppror.

### Reformationen
Reformationen var viktig för den slovenska nationella identiteten. En betydande del av slovenerna konverterade till protestantism och grunden för vad som kunde ha blivit en slovensk protestantisk nationell kyrka lades .
De första böckerna på modern slovenska trycktes av protestanter, däribland Bibeln 1584, och ambitionen var att skolgång på slovenska skulle införas i varje socken. Nyckelpersoner i den slovenska reformationen var Primož Trubar, Sebastjan Krelj, Jurij Dalmatin, Adam Bohorič och Felicijan Trubar.
Habsburgarna såg reformationen och de spirande nationskänslor som den närde som ett hot mot rikets stabilitet och inledde därför en motreformation. Motreformationen (under 1600-talets tre första decennier) var inte blodig i de slovenskspråkiga områdena, men systematisk. Protestanterna tvingades återkonvertera till katolicism, eller landsförvisades. Många av de mest välutbildade och förmögna valde att gå i landsflykt. Protestantiska kyrkor och kyrkogårdar förstördes och alla tryckta böcker (utom Bibeln) på slovenska brändes. Några få exemplar av Primož Trubars Cerkvena Ordnunga ("kyrkoordningen") från 1564, grunderna för en slovensk nationell protestantisk kyrka, överlevde.

### 1700-talet
Nationalkänslan hos slovenerna hölls sedan undertryckt ända till upplysningstiden. Under 1700-talet intresserade sig vetenskapsmän, dramatiker och konstnärer allt mer för det "slovenska" och det slovenska språket. År 1779 förnyades vetenskapsakademien Academia Operosorum i Ljubljana. Medan den tidigare vetenskapsakademin var humanistisk till sin själ men latinsk till språket, blev den förnyade akademin språkligt och nationellt upplysningsmässigt utpräglad slovensk. År 1797 trycktes den första slovenskspråkiga tidningen Lublanske Novice ('Ljubljanas nyheter') .

### 1900-talet och framåt
Slovenien förblev i det habsburgska väldet ända fram till första världskrigets slut och Österrike-Ungerns kollaps år 1918, då slovenerna uppgick i serbers, kroaters och sloveners kungadöme, som efter 1929 kom att bli känt som Jugoslavien.
Efter andra världskriget återbildades Jugoslavien, efter en tid av italiensk och tysk ockupation, som en socialistisk förbundsrepublik den 29 november 1945. Under Josip Broz Titos ledarskap bestod Jugoslaviens inre sammanhållning, men efter Titos död i maj 1980 ökade splittringen mellan delstaterna.
Slovenien genomförde under 1980-talet steg mot ökad demokrati och yttrandefrihet och blev det första land som bröt sig ur och förklarade sig självständigt från Jugoslavien, den 25 juni 1991, efter en folkomröstning i delstaten den 20 februari samma år. Efter att ha klarat sig lindrigt undan de jugoslaviska krigen kunde Slovenien snabbt närma sig Europeiska unionen ekonomiskt och politiskt. Landet gick med i Nato den 29 mars 2004 och blev medlem i Europeiska unionen den 1 maj samma år.

## Geografi

Karta över Slovenien

Slovenien har en omväxlande natur med både alplandskap, föralpina områden, pannoniska slätten längst österut, karstlandskap och en kort medelhavskust mot Adriatiska havet (läs mer om landets "makroregioner" i delavsnitten nedan). Landets högsta punkt är berget Triglav  på 2 864 meter över havet. Landets medelhöjd över havet är 557 meter och terrängen lutar i medeltal 25 %. Nationalparken Triglav är den enda nationalparken i Slovenien, även om flera är i planeringsstadiet. Den täcker en yta på 880 kvadratkilometer och är en av de äldsta och största nationalparkerna i Europa. Ca 35 % av landet är skyddat som Natura 2000 , vilket gör Slovenien till det EU-land som har störst andel skyddad natur. Ungefär halva landets yta (10 124 km²) är täckt av skog. Därmed är Slovenien Europas tredje skogstätaste land efter Finland och Sverige. Rester av de uråldriga skogarna kan fortfarande hittas. Den största finns i Kočevjeområdet. 5593 km² av landet täcks av gräsmarker, och 2471 km² täcks av fält och gårdar.
Tektoniskt ligger Slovenien på den adriatiska mikroplattans norra front, där den ansluter mot den eurasiska huvudplattan. Talrika aktiva förkastningszoner löper genom landet och kopplade till dem är jordbävningsaktivitet. Med hundra års mellanrum drabbas Slovenien av riktigt stora jordbävningar. De som inträffade 1511 och 1895 drabbade stora delar av landet och orsakade omfattande materiella skador och den 1511 medförde många dödsfall .
Åren 1976, 1998 och 2004 skedde regionalt kraftiga jordbävningar kopplade till de särskilt aktiva Idrija-, Tolminka-, Tolmin-, Kobarid- och Gran Monte-förkastningarna i Julianska Alperna .

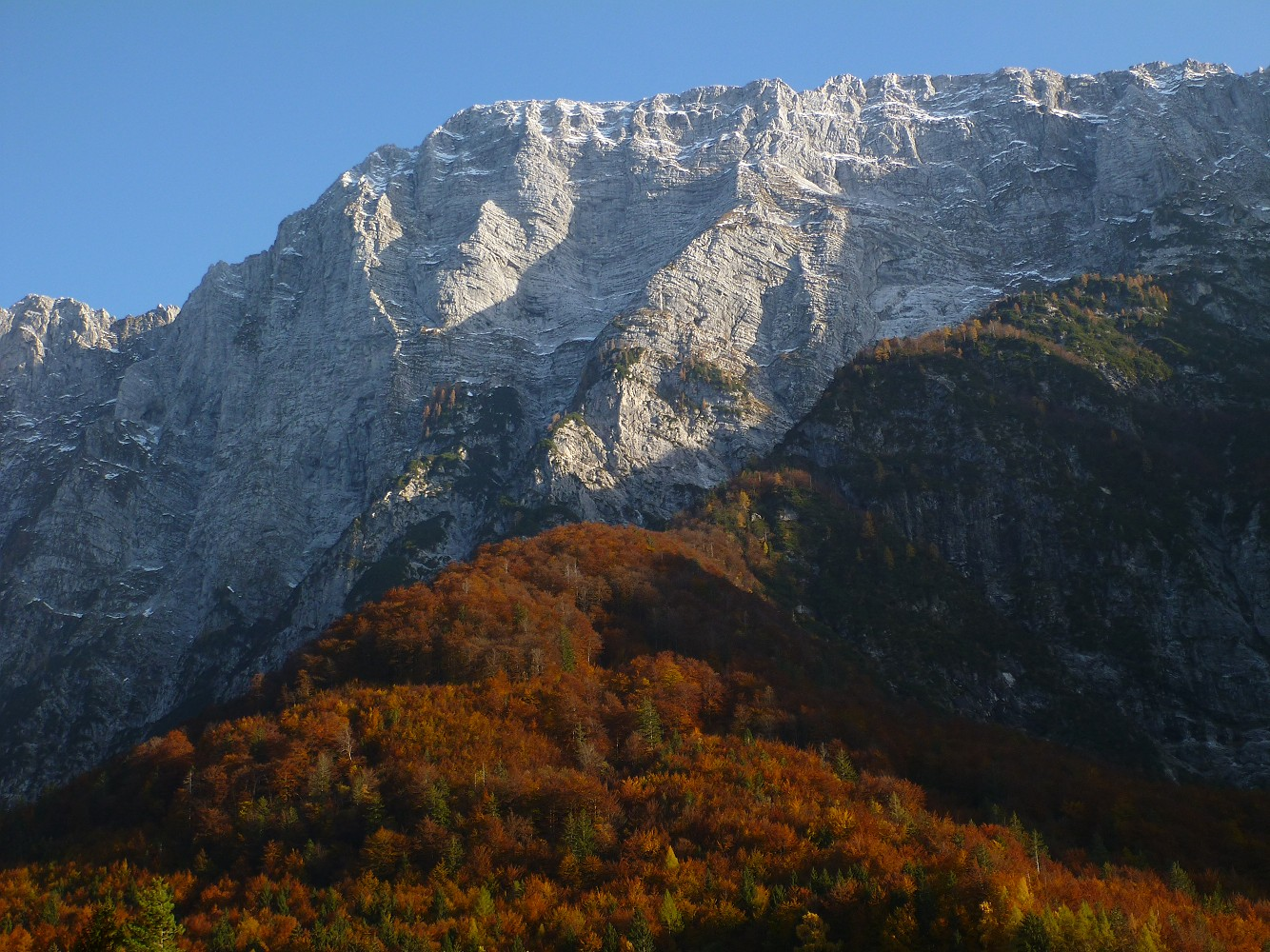
Flera kedjor i södra kalkalperna löper genom Slovenien. Topografin är dramatisk, med vassa kammar, torn, tinnar och kilometerhöga bergväggar.

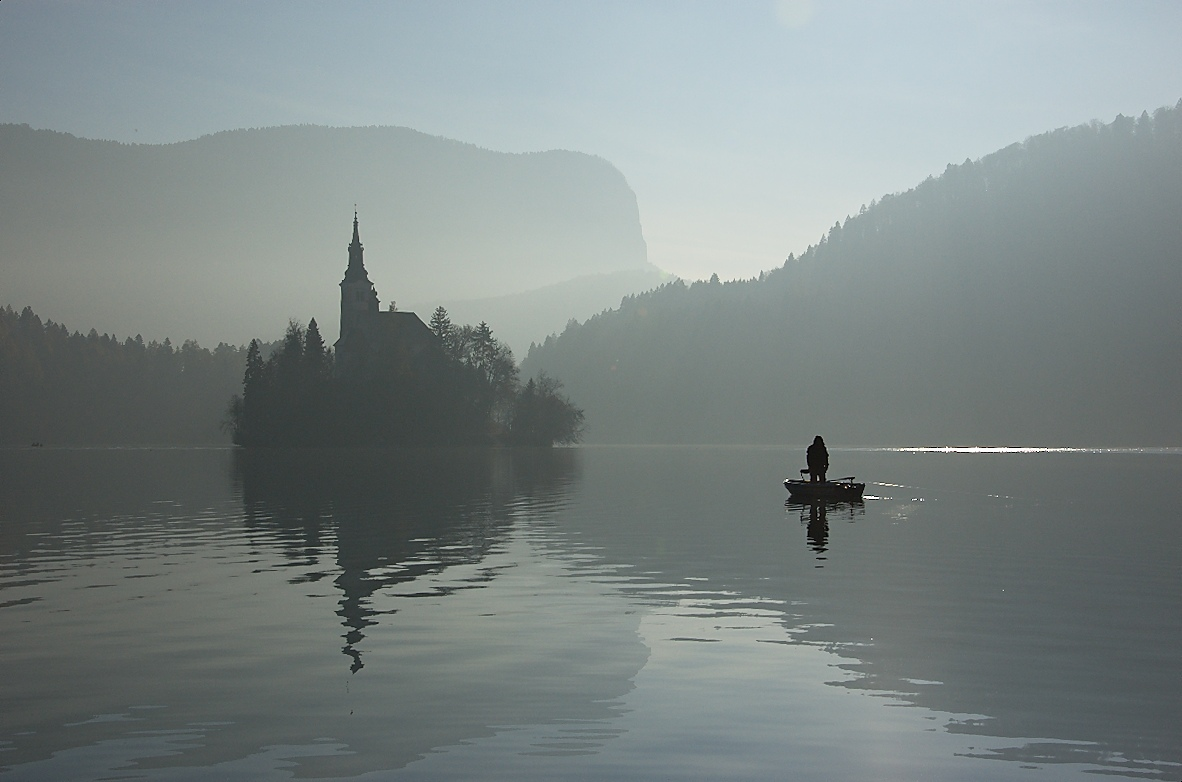
Bled är en känd kurort i det slovenska alpområdet, här återfinns bland annat Bledsjön som har termalvatten. Vallfärdskyrkan S:ta Maria har stått på ön i sjön sedan 800-talet. Borgen på klippan ovan sjön grundades 1004.

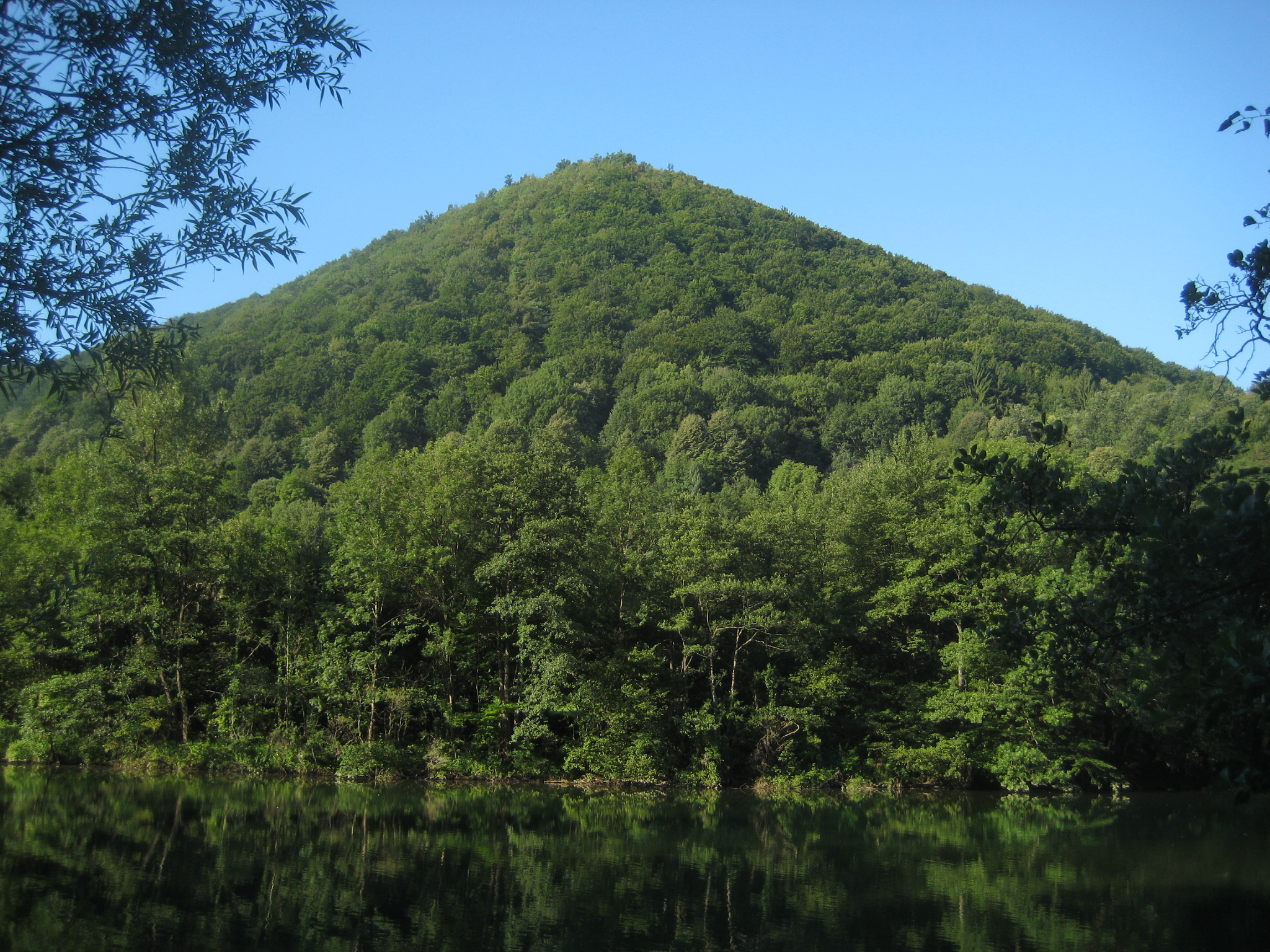
Slovenien är en av Europas vattenrikaste stater, med ett rikt nätverk av vattendrag, ovan och under jord. I den kuperade terrängen har vattendragen eroderat fram talrika raviner, kanjoner, eller större floddalar. Floden Kolpa (på bilden) rinner genom glest befolkade trakter i Dinariderna och har stor artrikedom av olika fiskar, däribland donaulax. Skogarna i Dinariderna utgör några av Europas sista stora sammanhängande områden med gammelskog och urskog. Träden kan nå höjder på 50–60 m. Området hyser goda stammar av stora rovdjur som björn, varg och lo, och den skygga europeiska vildkatten.

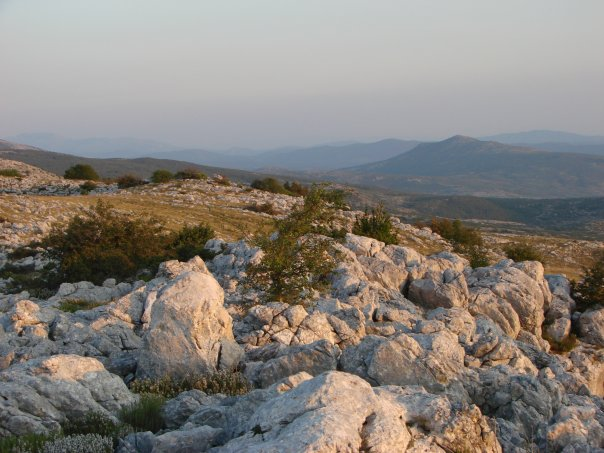
Karst är en kalkstensplatå mellan Alperna, Dinariderna och Adriatiska havet. Vegetationen varierar med höjdlägena, men är sub-mediterran och periodvis stäppartad, trots god nederbörd. Regnvattnet dräneras snabbt bort genom den porösa kalkstenen och avdunstningen är stor sommartid. Under platån rinner stora underjordiska floder.

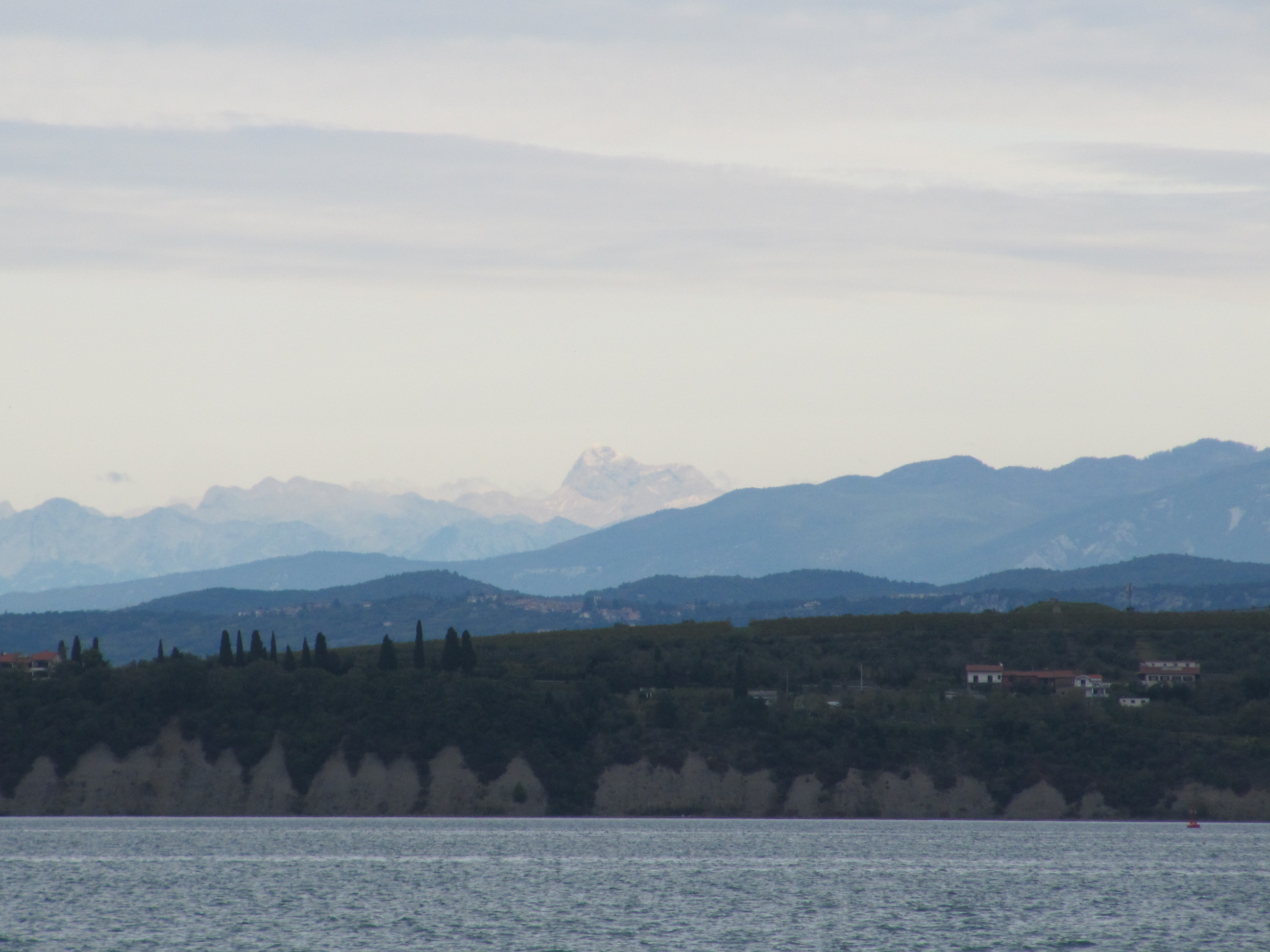
I Slovenien är Alperna aldrig långt borta. Triglav (2864 m) sedd från slovenska kusten. Bakom kusten höjer sig Karst mellan 500 och 1000 m. Karstplatån slutar som en taffel ovan kusten. Taffelns kant kan anas ovan krönet på udden på bilden.

### Alpina och föralpina landskap
Drygt 70 % av landets yta utgörs av makroregionen alpina och föralpina landskap .
I norr genomkorsas landet från väster till öster av alpkedjorna Julianska Alperna, Karawankerna, Kamnik-Savinja Alperna, massiven Koralpe och Kozjak i Lavantaler Alperna, samt högplatån Pohorje.
Det föralpina området utgörs i väster av Julianska föralperna och öster om Ljubljana-bäcknet av bergen i Štajerska (slovenska Steiermark), bland annat Posavje-höjderna och de utslocknade vulkankäglorna mellan massiven Boč och Donačka Gora. Söder om Ljubljana-bäcknet är Dinariderna en del av det föralpina området.
Områden med högfjällskarst hittas i Julianska Alperna, Karawankerna och Kamnik-Savinja Alperna. Dinariderna har också omfattande karstområden, med stora poljer som periodvis står under vatten.
Vattendelaren mellan Adriatiska havet och Svarta havet går genom Julianska Alperna. Det finns gott om vattendrag, vilka i Julianska Alperna, Karawankerna och Kamnik-Savinja Alperna ofta har osannolikt intensiva blå, turkosa eller smaragdfärgade nyanser, på grund det höga innehållet av kalkkristaller.
Makroregionen är rik på skog. I den lägre terrängen präglar arter som bergek, avenbok och äkta kastanj skogen; högre upp bokträd och silvergran . Gran finns naturligt enbart i den högsta skogszonen i slovenska Alperna och Dinariderna , men har planterats vida på grund av dess ekonomiska värde.

### Pannoniska landskap
Cirka 21 % av landets yta utgörs av makroregionen pannoniska landskap . Denna del av landet karaktäriseras av småkuperad (300–500 m hög) terräng, breda floddalar med slätter runt floderna Drava och Mura och i regionen Prekmurje av slätter som är västliga utlöpare av det stora ungerska slättlandet (se pustan). Geologin är varierad, med sedimentära bergarter och vulkaniska basalter, pyroklastiska flöden och berggrunden är delvis överlagd av marina sediment från Pannoniska havet . Den geotermiska aktiviteten i regionen är hög, på grund av stigande mantel och tunn jordskorpa . Längs de talrika förkastningarna som korsar denna del av Slovenien finns gott om källor med termalvatten.
De pannoniska slätterna är Sloveniens "kornbod". Bovete, pumpa (för oljeproduktion), samt vallmo för fröproduktion är här traditionella grödor som ger karaktär åt den slovenska matlagningen. De vanliga typerna av sädesslag, majs och solrosor är också viktiga grödor i denna del av landet. Vit stork och deras bon på tak, skorstenar och telefonstolpar är en vanlig syn i kulturlandskapet i denna del av landet.
Det småkuperade landskapet i Haloze (av det fornslovenska ordet halonga, 'kulligt land') och Slovenske gorice, i sydöstra respektive östra delen av Štajerska (slovenska Steiermark), präglas av lövskogar, vin- och fruktgårdar.
Översvämningsskogar, främst av ek, ask och kaukasisk ask, samt gråal , var tidigare vitt spridda längs floderna i östra Slovenien. De största bevarade skogarna av denna typ, också med fragment av låglandsurskog, finns vid Šentjernejsko Polje, Dobrava-Jovsi och Velika Polana.

### Karst och kustlandet
Cirka nio procent av landets yta omfattas av makroregionen kustlandet och karstplatån . Karst är en geologiskt väl avgränsad kalkstensplattform som separerar Alperna från Dinariderna. Den har ett höjdspann från havsytans nivå till strax över 1 000 meter. I väster reser sig platån ur Adriatiska havet, gränsar i sydväst mot en zon med flysch i slovenska delen av Istrien, löper in i bergskedjan Ćićarija i söder, har i öster en zon med flysch som sträcker sig från floden Rekas dalgång i sydost, genom Vipava-dalen och upp till Gorizia-höjderna i nordost, samt gränsar i nordväst mot Friulien . Jordmånen på Karst är av typen Terra rossa och ofta djupt ockarröd. Det slovenska landskapet med namnet Karst ("Kras") har gett upphov till den nu internationella geomorfologiska termen karst. Många delar av Slovenien, inte minst landskapet Karst, utgör skolboksexempel på olika karstformationer.
Makroregionen har ett sub-mediterrant klimat och jordar som lämpar sig för vin-, frukt- och olivodling. På senare tid odlas mycket kaki. Får har vallats på karstplatån sedan urminnes tider där deras bete gynnat biodiversiteten.
Under vår och försommar är ängsmarkerna på Karst fyllda med mediterran flora, där olika arter liljesläktet, irisar, gladiolusar, två arter vilda pioner (Paeonia officinalis och Paeonia peregrina), och orkidéer, t.ex. från ofryssläktet, är iögonenfallande. På högsommaren blir ängarna till böljande silvriga hav av olika arter fjädergräs och på hösten färgas den i snåren vanligt förekommande perukbuskens lövverk intensivt eldrött.
Skogen på karstplatån har genom historien periodvis brukats hårt, liksom i andra delar av medelhavsområdet. Mycket timmer avverkades för byggandet av Venedig (pålade husgrunder) och venetianska republikens flotta . En systematisk återbeskogning av karstplatån med svarttall inleddes 1885 . Arten är inhemsk, men hade tidigare begränsad spridning och har därför förändrat den ursprungliga landskapsbilden. Värmegynnade lövträd som olika arter ekar, t.ex. stenek, avenbok och orientalisk avenbok, humlebok, bäralm och mannaask utgör den ursprungliga skogsvegetationen i makroregionen .
Den slovenska kusten är huvudsakligen klippig, med bergväggar som reser sig bakom smala strandremsor av klappersten, eller direkt ur havet, och våtmarker och dyner är begränsade till floderna Rižanas och Dragonjas mynningar. Under havsytan kännetecknas terrängen vanligen av flera klipptrösklar ut mot öppna havet och på trösklarnas väggar kan det finnas välutvecklade samhällen av olika svampdjur och koraller, bland annat den revbildande mediterrana stenkorallen Cladocora cespitosa .
Undervattenssjögräsängarna av Posidonia oceanica klassas som särskilt skyddsvärda i EU:s habitatdirektiv . Sedan romartiden har salt utvunnits i evaporationsdammar, så kallade saltiner, på den slovenska kusten. De största (650 ha) som fortfarande är i drift ligger i floden Dragonjas mynning och är en våtmark av internationell betydelse (listad i Ramsarkonventionen) och Natura 2000-område . Saltinerna och de anslutande träsken är yngelkammare för många fiskar, t.ex. medelhavskilli, mollusker, artemia och andra skaldjur, vilket skapat ett rikt fågelliv.

### Floder och sjöar i Slovenien
- Sava (längsta floden)
- Drava
- Soča
- Mura
- Bled
- Bohinj (största alpsjön)
- Cerknica (periodisk karstsjö upp till 38 km² yta)

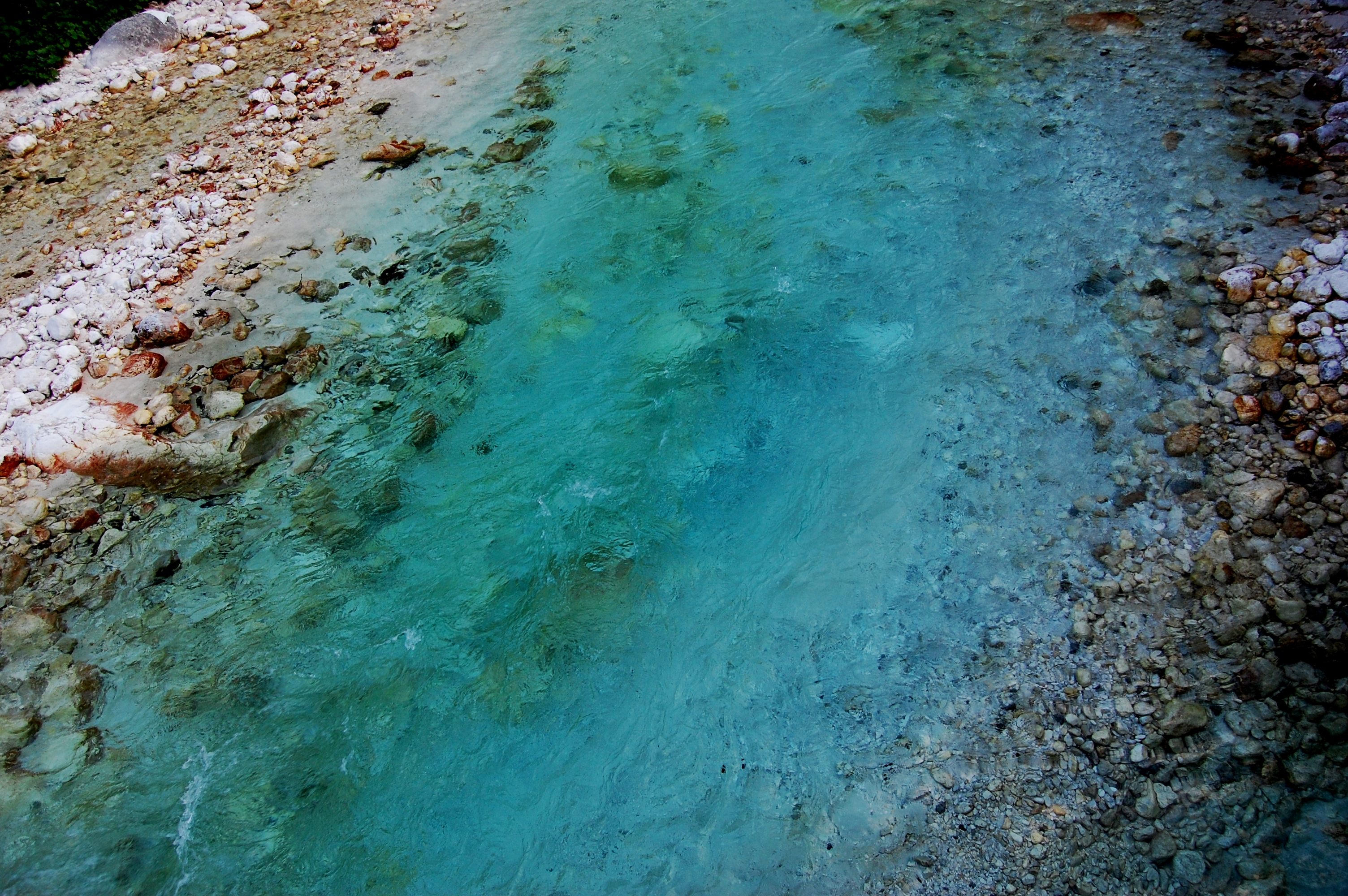
Floden Soča i dess övre lopp i Trenta-dalen.
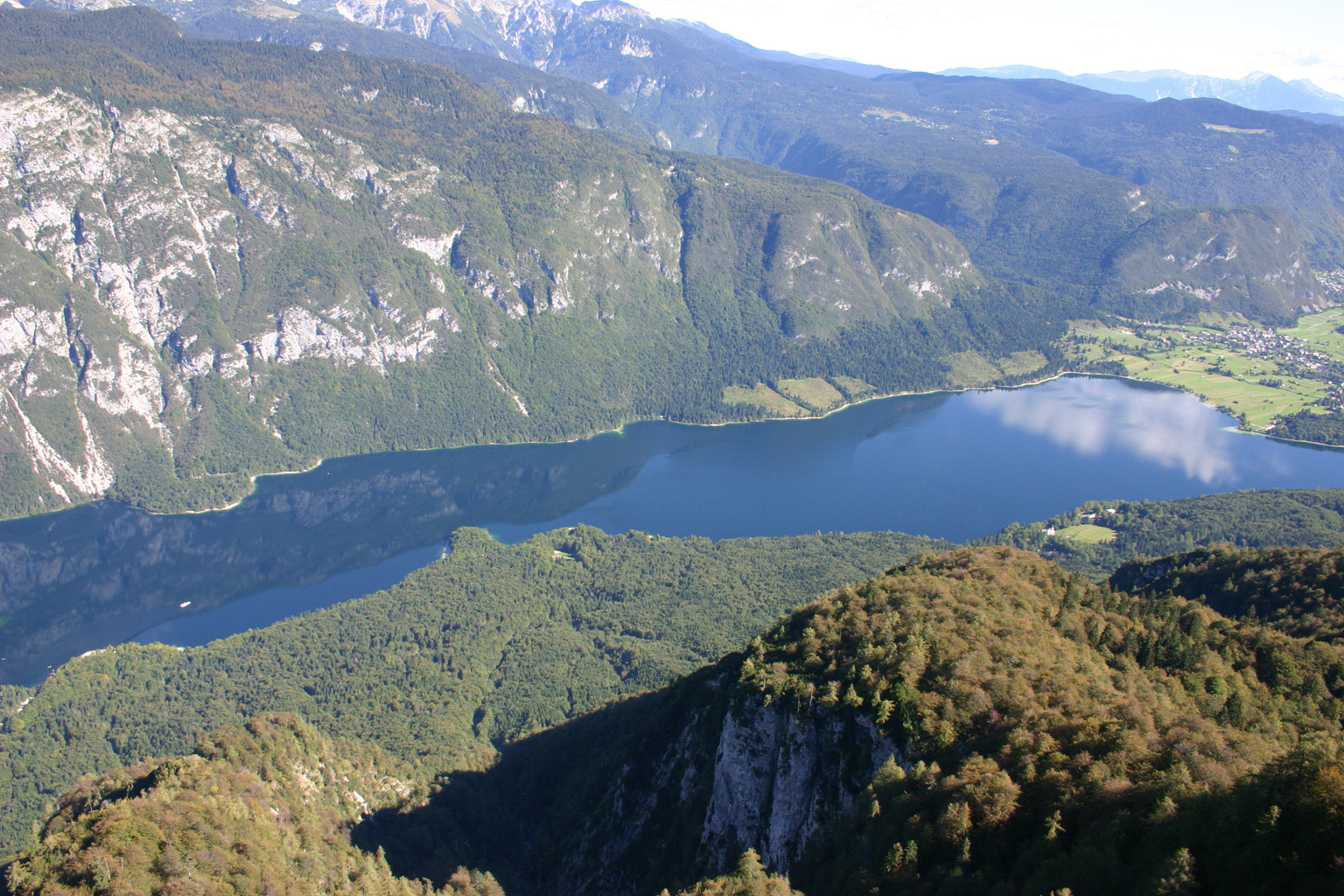
Den fjordliknande sjön Bohinj, sedd från berget Vogel.

### Klimat
Sloveniens väder är varierat. Klimatet styrs av bergskedjorna, närheten till havet och huvudsakligen västliga vindar. Det klassificeras som fuktigt varmtempererat, med kontinentala drag i den centrala och östra delen av landet, subtropiskt i kustlandet och i alpint i Alperna. För perioden 1991–2006, till exempel, var årsmedeltemperaturen i Ljubljana (299 m ö.h.) 11,0 °C, januari månads dygnsgenomsnitt var 0,5 °C och juli månads 21,4 °C . Samtidigt hade Portorož (92 m ö.h.) i den subtropiska delen av landet den högsta årsmedeltemperaturen på 13,4 °C, ett dygnsgenomsnitt på 4,5 °C i januari och 23,0 °C i juli; Kredarica (2514 m ö.h.) i Julianska Alperna den lägsta årsmedeltemperaturen på -0,9 °C, ett dygnsgenomsnitt på -6,7 °C i januari och 6,8 °C i juli . I Lendava (190 m ö.h.) på den pannoniska slätten i ostligaste Slovenien var årsmedeltemperaturen 1991–2006 10,7 °C, dygnsgenomsnittet i januari 0 °C och i juli 20,8 °C, medan Dobliče (157 m ö.h.) i Dinariderna hade en årsmedeltemperatur på 11,0 °C, samt ett dygnsgenomsnitt på 0,5 °C i januari och 21,5 °C i juli .
Nederbörden i Slovenien varierar mellan årets månader, men är fördelad över året så att det normalt inte förekommer torra perioder. Under perioden 1971–2001 hade Bovec (452 m ö.h.) i Julianska alperna den högsta genomsnittliga årsnederbörden (3016 mm); Veliki Dolenci (308 m ö.h.) på pannoniska slätten den lägsta (743 mm) . Vinddrev gör att nederbörd på mätstationer i den högre terrängen ofta underskattas. Julianska Alperna hör dock till det mest nederbördsrika området i Europa. I Breginj (537 m ö.h.) har en årsnederbörd på 4605 mm uppmätts, i passet Bogatinsko Sedlo (1803 m ö.h.) över 5000 mm vissa år, och i Učja (661 m ö.h.) hela 6103 mm . Hur stor nederbörden är under de högsta topparna, eller höga sydvästvända kammar som fångar den dominerande vindriktningen, vet man inte. Närheten till Adriatiska havet gör att Julianska Alperna genom orografisk hävning av varm och fuktig luft fungerar som en naturlig snökanon och vissa år blir snötäcket runt 10 m i den högre terrängen.
Under årets varma del är åskväder vanliga och de kan vara mycket kraftfulla, med så kallade superceller som ger stora nederbördsmängder på kort tid och hagelstormar med upp till hönsäggsstora hagel. Slovenien är det europeiska land som i genomsnitt har flest åskväder per år . Stora nederbördsmängder i kombination med brant terräng gör att många delar av landet är utsatta för översvämningar och jordskred.

### Växt- och djurliv
Slovenien har en oproportionerlig biodiversitet i förhållande till landets lilla yta och en av EU:s främsta ”hotspots” (se biologisk hetfläck) i det avseendet. Anledningen är landets geografiska position i kontaktzonen mellan Alperna, pannoniska bäcknet, Dinariderna och medelhavsområdet, men också den mosaik av mikromiljöer som den omväxlingsrika reliefen, klimatet, geologin och i det förgångna traditionella bruksmetoder för landskapet har skapat. Slovenien anses ha den absolut högsta biodiversiteten i världen när det gäller grottlevande arter. Över 4000 arter i Slovenien är endemiska, varav många är strikt begränsade till Slovenien, eller har huvudutbredningsområdet i landet och bara tangerar grannländerna.
Det finns också många för landet ursprungliga, autoktona, kulturväxter, inte minst druvsorter, samt lantraser av djur, däribland Lipizzanerhästar, vilka är en självklar del av det biologiska kulturarvet.

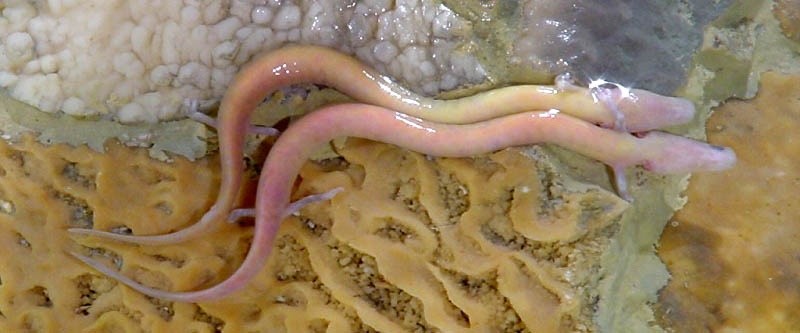
Den blinda grottlevande salamandern olmen (Proteus anguinus) är en symbol för Sloveniens biodiversitet och endemisk för norra Dinariderna.
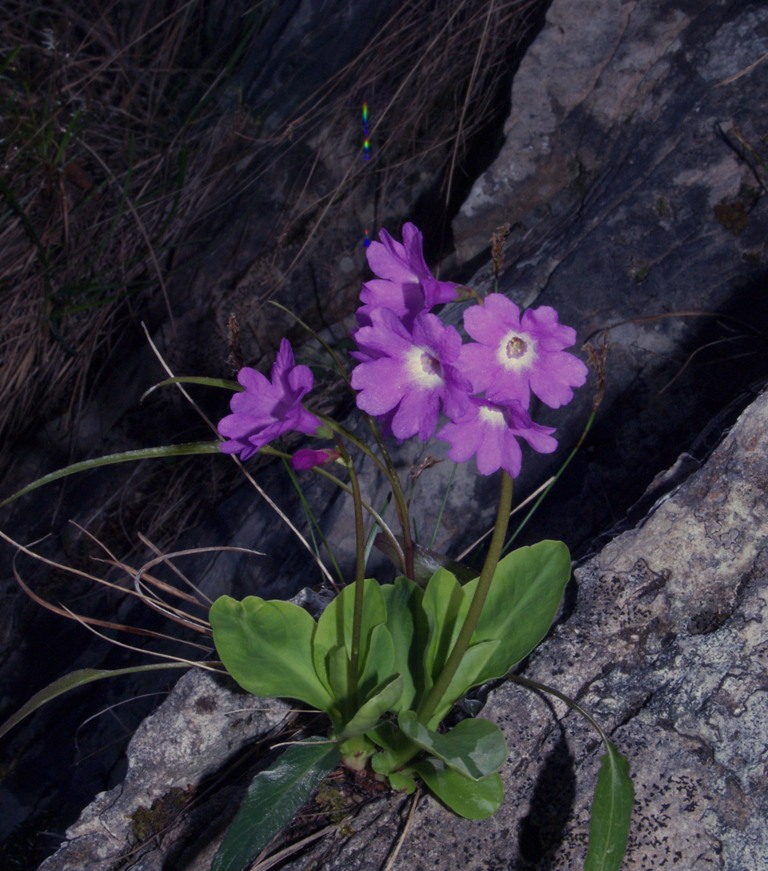
Krainer-vivan (Primula carniolica) är strikt endemisk för Slovenien och finns bara i ett cirka 6 mil långt och 6 mil brett område söder om huvudstaden Ljubljana.
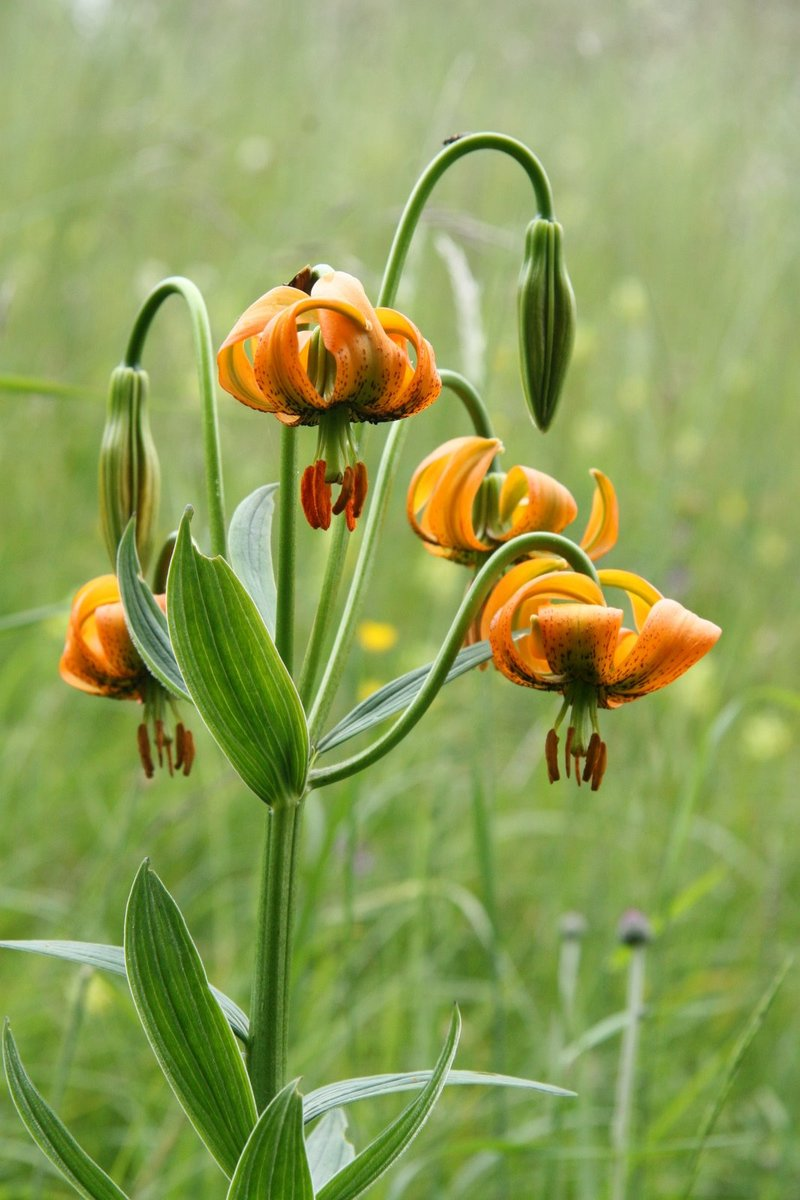
Krainerliljan (Lilium carniolicum) har fått sitt namn från det slovenska Krain (på latin Carniola) och är vanlig på bergsängar.

## Politik
Slovenien är en parlamentarisk republik. Statschef är presidenten, som väljs i allmänna val vart femte år. Den verkställande makten innehas av premiärministern och ministerrådet (regeringen), vilka väljs av parlamentet.
Slovenien har ett tvåkammarparlament som består av Nationalförsamlingen (Državni zbor) och Nationalrådet (Državni svet). Nationalförsamlingen har 90 ledamöter som väljs i allmänna direkta val i en kombination av majoritetsval och proportionella val. Två platser är reserverade för den ungerska och den italienska minoriteten. Nationalrådet har 40 indirekt valda ledamöter som representerar samhällsgrupper, ekonomiska grupper, yrkesgrupper och lokala intressegrupper. De väljs vart femte år av en elektorsförsamling. Nationalrådet har begränsad makt och är mestadels ett rådgivande organ.
Slovenien är medlem av Europeiska unionen, OECD och Nato.

### Administrativ indelning
Administrativt är Slovenien indelat i 212 kommuner, varav 11 är stadskommuner.

## Ekonomi och infrastruktur
Slovenien är idag[när?] ett högutvecklat land som åtnjuter välstånd och stabilitet. Sloveniens BNP per capita är betydligt högre än i andra forna kommunistländer i Central- och Östeuropa. Landet drar nytta av en välutbildad och produktiv arbetskraft, samt effektiva politiska och ekonomiska institutioner.[källa behövs] År 2014 rankades Slovenien av Förenta nationerna avseende Human Development Index som nummer 25 i världen. Samtidigt som inkomsterna är relativt jämnt fördelade hos befolkningen.
Trots att Slovenien intog en försiktig hållning till reformer och ekonomisk förvaltning, med stark betoning på att nå konsensus innan beslut togs, har omställningen till marknadsekonomi efter självständigheten från Jugoslavien på det hela taget varit en framgång. Vissa strukturella problem i ekonomin kvarstår dock. Under 2000-talet inleddes privatiseringar i bank-, tele- och kommunikationssektorerna, men behöver enligt IMF påskyndas. Skatterna är också relativt höga och arbetsmarknaden har setts som ganska oflexibel av affärsintressen, men restriktioner för utländska investeringar håller på att nedmonteras.[källa behövs]
Trots den ekonomiska nedgången i Europa under 2001–2003, växte den slovenska ekonomin med cirka 3 procent per år, men de senaste årens eurokris har drabbat Slovenien hårt, då exportmarknaderna har vikit. Efter ett par års djup recession, förväntas den slovenska ekonomin vända upp igen under 2014-2015 . 
Slovenien övergav 1 januari 2007 tolarn som valuta till förmån för euron.

### Näringsliv
Att hålla lönekostnaderna i linje med produktiviteten är en viktig utmaning för Slovenien, och slovenska företag har reagerat genom att specialisera sig inom mellan- och högteknologisk tillverkning. Sloveniens industri omfattar, t.ex., det kända skidmärket och båttillverkaren Elan, vitvarumärket Gorenje, husvagnstillverkaren Adria Mobil, flygplanstillverkaren Pipistrel Aircraft och läkemedelsföretag som Lek och Krka. Tillverknings- och byggindustrin omfattade 2012 ca. 28% av BNP . Som i de flesta industriländer, utgör tjänstesektorn en allt större andel av produktionen (ca. 70% 2012), i synnerhet finansiella tjänster . Slovenien har även en stor turistnäring.

#### Turism

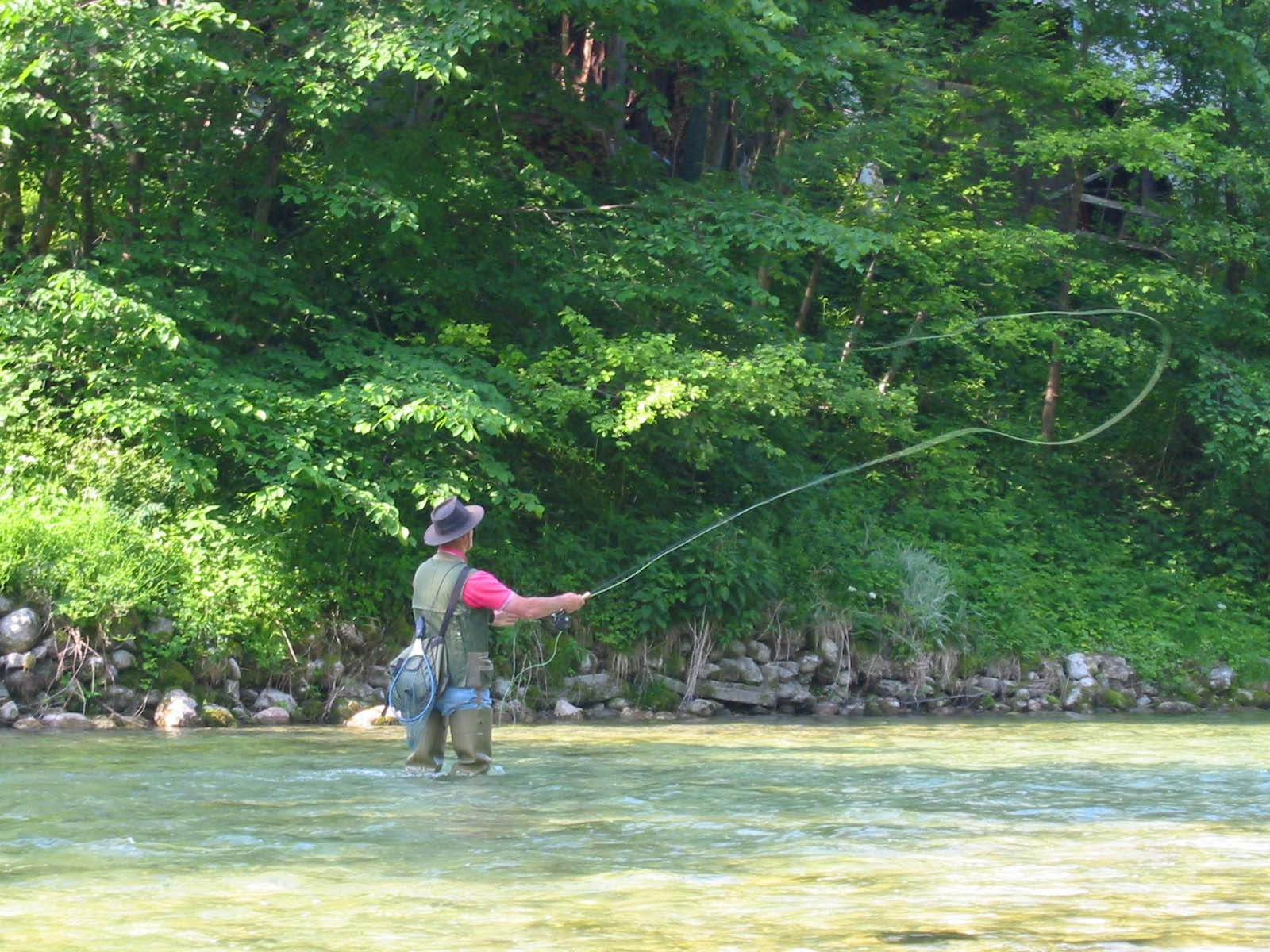
Flugfisket i Slovenien är av toppklass och basen för en stark fisketurism.

Med över en tredjedel av sin yta (total yta 20 273 km²) skyddat som naturområde är Slovenien ett europeiskt land som har mycket natur att erbjuda. Landets relativt lilla storlek och dess läge mellan alpkedjorna Karawankerna, Julianska Alperna och Kamnik-Savinja Alperna i norr, pannoniska slätten i öster, karstlandskap i väster och medelhavsklimat i söder, erbjuder unika möjligheter att uppleva olika klimatzoner och där tillhörande varierad flora och fauna koncentrerade på en liten yta. Förutom en rikt varierad natur kännetecknas Slovenien av ett aktivt och diversifierat kulturliv, historiska lämningar, flera lokala gastronomiska specialiteter och ett stort utbud av olika fritidsaktiviteter. Agroturism och restauranger med slow food-koncept och lokala råvaror är på frammarsch. Det finns ett femtontal moderna spa-anläggningar vid termalkällor som erbjuder allt från rekreativt bad, hälso- och fitnescenter till konvalescens och rehabilitering. Skidanläggningarna kan i storlek inte konkurrera med de på de klassiska skidorterna i Alperna, men är välskötta, bland annat i Bovec (ansluter till Sella Nevea på italienska sidan om gränsen), Kranjska Gora, Bohinj, Krvavec (nära Ljubljana), Golte och Pohorje. Den viktigaste badorten vid kusten är Portorož. Flugfisket är av toppklass och är basen för en stark fisketurism i landet. Den endemiska maromrataöringen (Salmo marmoratus) är en eftertraktad trofé. Några av sevärdheterna är lipizzanerhästarnas stamstuteri från 1500-talet i Lipica, bruksorten Idrija (Unescovärldsarv), Predjama slott, Škocjangrottorna (Unescovärldsarv med världens största underjordiska kanjon), Postojnagrottan, grottsystemet Križna Jama, isgrottorna i berget Raduha, floden Tolminkas cayon, ravinen Vintgar, Triglav med omgivande nationalpark (Unescobiosfär), sjöarna Bled och Bohinj, vattenfallen Boka, Savica, Rinka och Peričnik, den sceniska högfjällsvägen upp på platån under Mangart, den sceniska vägen ovan alpdalarna Logarska Dolina, Matkov Kot och Robanov Kot, vindistrikt i Slovenske gorice, Bizeljsko, och Goriška Brda/Collio Orientale, det prisbelönta museet i Kobarid om Isonzofronten, karnevalstraditionerna i olika städer och byar, historiska stadskärnor och Jože Plečniks arkitektoniska kreationer runt om i landet. De mest besökta sevärdheterna (utvalda av slovenska Statistikbyrån) var under sista kvartalet 2008 (senast tillgängliga data) Postojna-grottan, Ljubljanas zoo och Bleds slottmuseum. De flesta turisterna kom från Italien, Österrike, Tyskland, Kroatien, Nederländerna, Storbritannien, Ryssland och Ungern . 2009 utsåg National Geographic Society Slovenien till världens femte mest genuina resmål, bland 133 andra resmål .

### Handel
Sloveniens ekonomi är starkt beroende av utrikeshandeln. Handeln utgjorde 2012 ungefär 148 % (summan av export och import) av BNP, men med en positiv balans för export. Ungefär två tredjedelar av Sloveniens handel sker med andra EU-länder. Tyskland, Österrike, Italien och Frankrike är viktiga handelspartners. Den höga nivån av öppenhet gör ekonomin extra känslig för ekonomiska förhållanden hos Sloveniens viktigaste handelspartner och förändringar i den internationella priskonkurrensen.[källa behövs]

### Infrastruktur

#### Transporter
År 2007 hade Slovenien nästan 6 500 km statligt ägda vägar, varav mer än 500 km var motorväg. Under 2008 fortsatte man bygga motorvägar och lade till 94 kilometer ny väg medan 65 kilometer var under konstruktion. Slovenien har järnvägsförbindelser med alla sina grannländer. År 2009 åkte mer än 16,3 miljoner passagerare tåg i Slovenien och tillsammans reste de mer än 840 miljoner kilometer. Slovenien har tre internationella flygplatser: Ljubljana, Maribor och Portorož. År 2009 anlände 25 524 flygplan på dessa flygplatser och de hade mer än 1,46 miljoner passagerare. Koper är den största hamnstaden och den har under de senaste åren haft ökad skeppslast och passagerartrafik men har även bra förbindelser med Central- och Östeuropa. År 2009 fraktades 6,6 miljoner ton gods via sjötransporter i Slovenien .

## Befolkning

### Demografi

#### Större städer
Under hallstattkulturen (600- och 500-talen f.Kr) började något som liknas vid "förurbana" bosättningar av regional politisk och kommersiell betydelse skapas i dagens Slovenien, bland annat i Stična strax söder om Ljubljana . Befolkningen växte snabbt under denna period. Under andra århundradet f. Kr. expanderade Romarriket fram till den östalpina randzonen och handeln med de idag slovenska områdena ökade, bl.a. med det högkvalitativa stål ("ferrum noricum") som var eftertraktat av romerska armen. Staden Aquileia grundades för denna gränshandel och kom med tiden att bli en av Romarrikets största och rikaste städer . Under sista århundradet f.Kr. annekterade Romarriket hela dagens Slovenien och romerska städer (s.k. "civitates" och "municipa") med tillhörande landsbygd (s.k. "ager" med lantgods, "villae rusticae") växte fram, ofta runt äldre urbana bosättningar. Goternas ankomst till dagens Slovenien och deras plundring av städerna i regionen under 300-talet blev upptakten till folkvandringstiden. Under folkvandringstiden låg dagens Slovenien i "skottlinjen". Goterna följdes av flera andra folk som samtliga använde sig av Via Gemina, den stora landsvägen som löpte genom dagens Slovenien i öst-västlig riktning, för att nå Apenninska halvön. Hunnernas passage åren 451 och 452 e.Kr. lade samtliga stora städer i dagens Slovenien i ruiner . De ständiga plundringarna av städerna under folkvandringstiden gjorde att den antika urbana infrastrukturen till stora delar förstördes eller förföll, innan städerna återhämtade sig, först under medeltiden. I det relativt glesbefolkade Slovenien har städerna förblivit små, ibland t.o.m. mindre än samma städer var under antiken.
De största och regionalt mest betydelsefulla städerna i Slovenien är idag:
- Ljubljana (huvudstad)
- Maribor
- Celje
- Kranj
- Novo Mesto
- Koper (hamnstad)
- Nova Gorica

Några städer av historisk betydelse är Ptuj, Škofja Loka, Kamnik och Piran.

#### Urbanisering
Slovenien har en befolkningstäthet på 103 invånare per kvadratkilometer (2010), vilket är lågt för Europa. Ungefär 50 % av befolkningen bor i städer, och resten på landsbygden.

#### Minoriteter
Sloveniens befolkning består till största del av slovener (83 %). Andra folkgrupper är kroater, serber, bosniaker, albaner, ungrare, italienare och romer . Italienare och ungrare är officiellt erkända historiska minoriteter i landet och har konstitutionella rättigheter, bland annat garanterade platser i det slovenska parlamentet. Den tyskspråkiga minoriteten minskade snabbt efter andra världskriget och även om de slovenska myndigheterna erkänner minoritetens historiska status i landet, har den ännu inga konstitutionella rättigheter. Kroater, serber, bosniaker och albaner kom främst som arbetskraftsinvandring efter andra världskriget och som flyktingar under 90-talets konflikter på Balkan. Efter EU:s utvidgningar i Central- och Sydosteuropa har allt fler romer sökt sig till Slovenien och deras exakta antal i landet i nuläget är inte helt känt.

### Språk
Officiellt språk är slovenska, som är ett språk i den sydslaviska språkfamiljen. Ungerska och italienska är också officiella språk i de språkblandade regionerna nära ungerska och italienska gränsen.

### Religion
Den största religionen i Slovenien är romersk katolicism (se romersk-katolska kyrkan i Slovenien).

### Hälsa

#### Alkoholkonsumtion
Enligt en WHO-rapport från 2011, var slovenernas alkoholkonsumtion per capita i medeltal 12,2 liter alkohol under perioden 2003-2005, vilket exakt motsvarade medelvärdet för Europa . Trenden visar på en sjunkande konsumtion av sprit och vin, men en ökande ölkonsumtion. Andelen män över 15 års ålder med alkoholrelaterade problem var i medeltal 3,45 %; 0,79 % för kvinnor . Detta var lägre än för många europeiska länder, däribland de nordiska , undantaget Island . WHO klassificerade alkoholkonsumtionen i Slovenien som tre på den femgradiga riskskalan , vilket är vad merparten av länderna i Nordeuropa hade. 
Slovenien är ett land som producerar vin, öl och sprit, varför alkohol är ett naturligt inslag i den sociala samvaron. Insikten om dess nackdelar vinner insteg. Myndigheterna har genom olika åtgärder försökt minska alkoholkonsumtionen och de samhällskostnader som den medför. Alkoholskatten har höjts de senaste åren. Transportministeriet arbetar också aktivt med att minska antalet trafikolyckor.

#### Tobakskonsumtion
Rökning som hälsofara har planat ut i Slovenien. Enligt Tomaz Caks på Världshälsoorganisationen (WHO) ökar inte längre antalet kvinnliga rökare och antalet manliga rökare fortsätter att minska. 22 % av kvinnorna och 18 % av männen över 15 år är rökare. Minskningen av rökningen beror till stor del på det förbud mot rökning på allmänna platser som infördes 5 augusti 2007.
Enligt en undersökning från 2006 rökte 16 % av alla 15-åriga flickor och 20 % av pojkarna. Undersökningen visade att om man börjar röka i unga år är det svårt att sluta: 80–90 % av alla rökare började röka som unga. 1 200 nya fall av lungcancer upptäcks varje år i Slovenien, de flesta för sent: endast 15 % överlever i fem år. 3 000 slovener dör varje år i sviterna av rökning .

## Kultur

### Konstarter

#### Musik
Slovensk folkmusik är nära besläktad med österrikisk, bayersk och norditaliensk. Violin, cello, kontrabas, krukbas, cittror, hackbräden, flöjter och okarina är exempel traditionella instrument  . Under 1800-talet tillkom olika bleckblåsinstrument och steirisk harmonika och blåsensembler av alpin typ bildades . Steirisk harmonika ger folkmusiken i de östra alpländerna (Slovenien, Österrike och Bayern) dess karaktär. Den har en annan ”ljudbild” än ett vanligt dragspel. I en steirisk harmonika har varje knapp också två toner, beroende på om bälgen dras ut eller in. Basen är mycket kraftfull. Tambura är samlingsnamnet för en grupp långhalsade lutor (i olika storlekar, från baser till diskanter) som används lokalt i Slovenien och antas ha kommit till landet med kroatiska flyktingar (uskoker) som i samband Osmanska rikets expansion på Balkan under 1500-talet fick en fristad i sydostligaste Slovenien. Slovenska folksånger är vanligen flerstämmiga och sjungs ofta a cappella, eller ackompanjerade av cittra. Grundläggande är s.k. trepartspolyfoni (tre tenorstämmor och en bas), men ännu fler stämmor, upp till sju i sexpartspolyfonier (sex tenorstämmor och en bas), eller till och med nio i åttapartspolyfonier (åtta tenorstämmor och en bas), förekommer . Polyfonierna skapar en komplex, men harmonisk och mjuk ljudbild. Det slovenska sättet att sjunga passar koralmusik som har en stark tradition i Slovenien. Slovenen Jurij Slatkonja, även känd under sitt förtyskade namn Georg von Slatkonia, grundade 1498 gosskören Wiener Sängerknaben och skapade det kejserliga hovkapellet i Wien, på uppdrag av den tysk-romerske kejsaren Maximilian I . En annan slovensk mästare av polyfon a cappella-musik under Renässansen var Jacobus Gallus, också aktiv i det kejserliga hovkapellet.

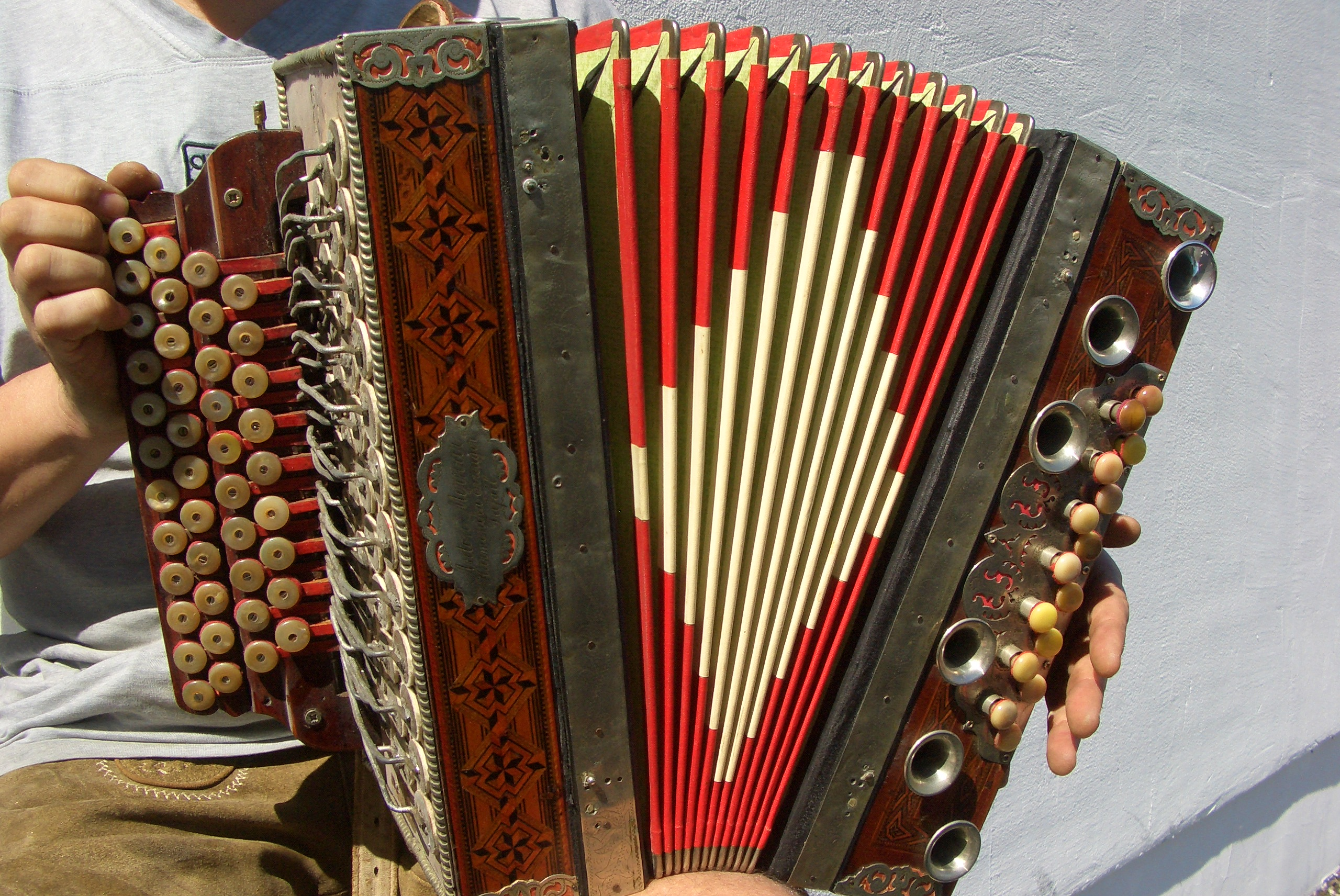
Steirisk harmonika byggd 1905 av Anton Merwar, i Štajerska.
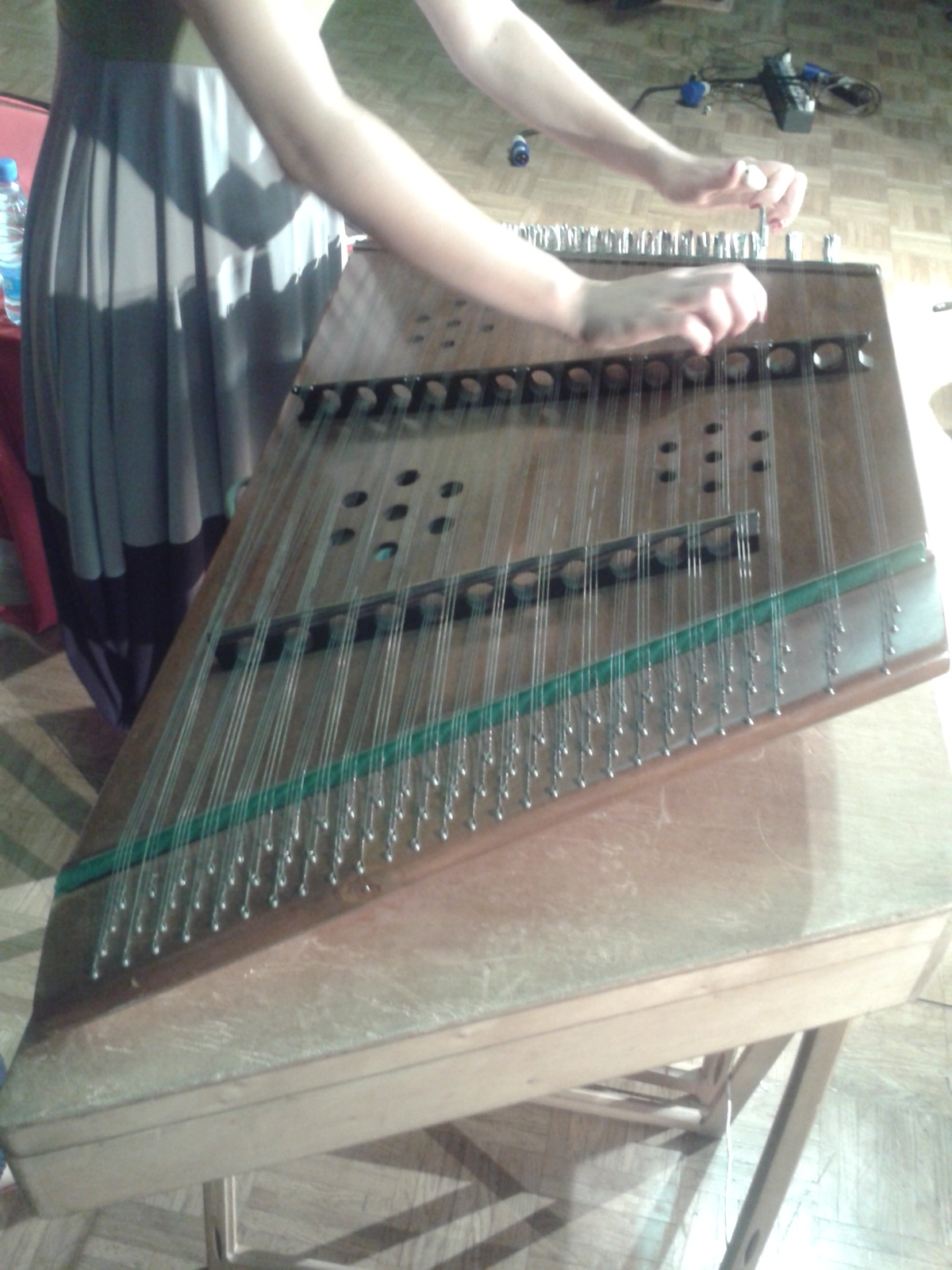
Det slovenska och sydösterrikiska hackbrädet är diatoniskt stämt; det nordösterriksiska och bayerska kromatiskt.
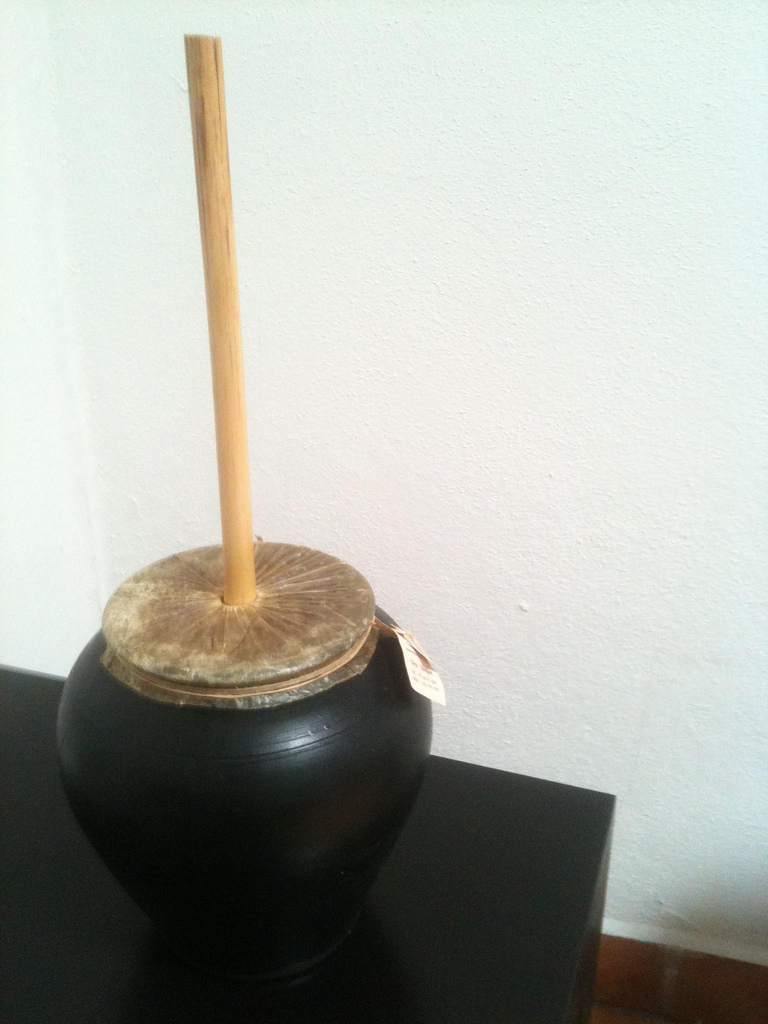
Krukbasen låter som en liten bastuba. Musikanten gnider fingrarna upp och ned längs pinnen i krukan, varvid ett kraftfullt ”ompande” ljud uppkommer.

#### Arkitektur
Sloveniens arkitektur är resultatet av landets geografiska och kulturella position samt dess historiska utveckling. De geografiska förutsättningarna, med varierande landskap som Alperna, Pannoniska slätten, Medelhavsområdet och Dinariderna, har haft stor påverkan på byggnadsmaterial och konstruktion. I skogrika områden används trä flitigt, medan sten dominerar i de stenrika regionerna nära Medelhavet. Klimatet har också spelat en viktig roll, exempelvis har den starka boravinden längs kusten lett till robusta stenhus med speciella takkonstruktioner och skyddande innergårdar.
Historiskt har Sloveniens arkitektur präglats av olika influenser. Byggtraditioner har ärvts från både de latiniserade befolkningarna och de bayerska nybyggarna. Under feodaltiden och senare perioder har politiska makter som Republiken Venedig och Habsburgska riket påverkat byggnadstekniker och stilar. I den pannoniska delen av landet har slättlandets kultur satt sin prägel, med murade hus och gårdar som omsluter gårdsplaner.
Ekonomiska och funktionella behov har också format arkitekturen. Jordbruk och biodling har lett till byggnader med specifika funktioner, som bikupehus och hölador. Husens placering och utformning har ofta optimerats för att möta praktiska krav, exempelvis genom att skydda mot brand eller utnyttja små ytor effektivt.
Den kulturella mångfalden i Slovenien har bidragit till en blandning av arkitektoniska stilar. Landets position vid korsningen mellan germanska, slaviska och latinska kulturer har gett upphov till en unik sammansättning. Venetianskt och friuliskt inflytande är särskilt tydligt i kustregionerna, medan den alpina arkitekturen bär spår av germanska traditioner. Samtidigt har lokala traditioner och innovationer haft en framträdande roll. Exempel på detta är "čebelnjak", bikupehus som är anpassade för biodling, och "klopotci", mekaniska fågelskrämmor.

### Traditioner

#### Helgdagar och högtider
Många seder och bruk i Slovenien har anknytning till det kyrkliga kalenderåret. I städer och byar firas de lokala skyddshelgonen ofta med processioner. Påsk är årets viktigaste högtid; julen därnäst. Julfirandet inleds med Sankt Nikolaus den 6 december och flera helgondagar i juletid (bland dessa Sankta Lucia och Sankt Stefan) följer fram till trettondagen. Knutet till minnet av de tre vise männens ankomst till Betlehem är stjärngossespel. Påsken firas, bl.a., med passionsspel i vissa städer, till exempel Škofja Loka.
Förkristna seder lever kvar, exempelvis i karnevalen (på slovenska ”pust” eller ”fašenk”) och inför valborgsmässoafton, då eldar tänds och lövad majstång (på slovenska ”mlaj” eller ”majenca”) reses till första maj. Karnevalsfirandet är en viktig del av kulturarvet och varje region i Slovenien har sina unika karnevalskaraktärer och karnevalsseder. Till många av dräkterna hör trämasker, ibland dekorerade med djurhorn, fjäderskrudar, fårskinnskläder, färgglada tygband och pappersblommor, samt skällor för att föra oväsen. Karnevalskaraktärerna representerar olika naturväsen, djur och människokaraktärer.
Knutet till bondens kalenderår är exempelvis vallandet av boskapen till och från fäbodarna i Alperna. När boskapen till Mickelmäss återvänder till dalarna från bergen, är de smyckade med blomsterkransar och stora skällor.

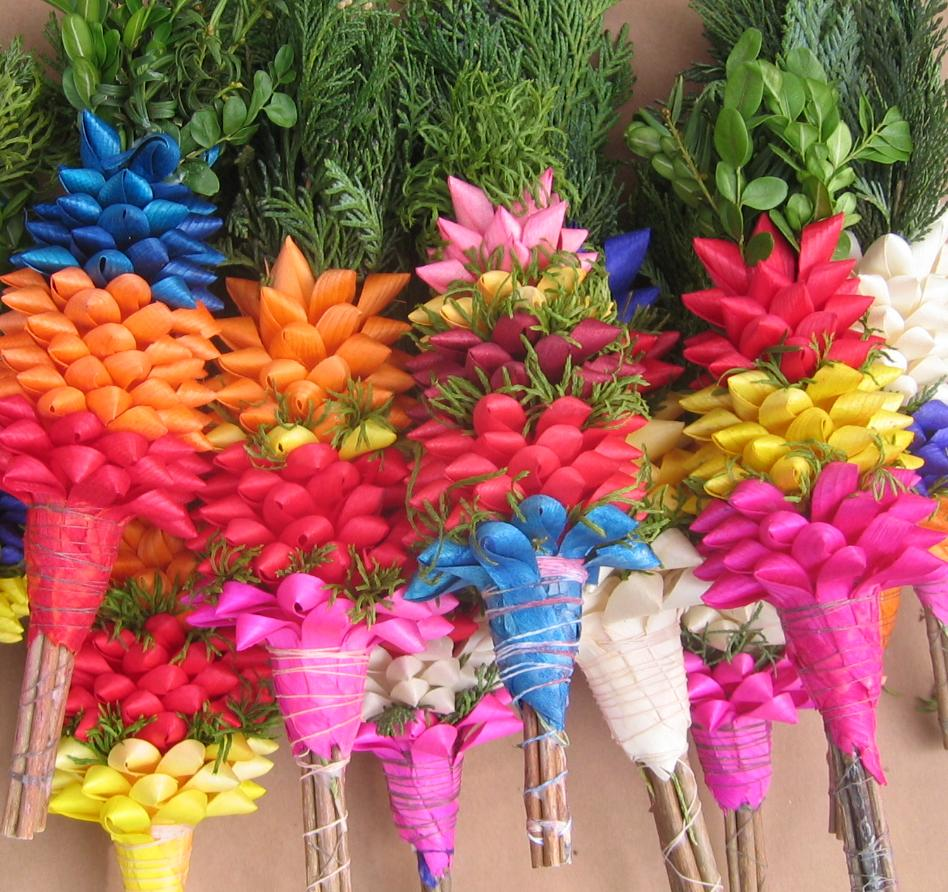
På palmsöndagen bärs smyckade stavar, s.k. ”butare" (plural av ”butara”) till mässan. Seden har funnits sedan 800-talet [72].
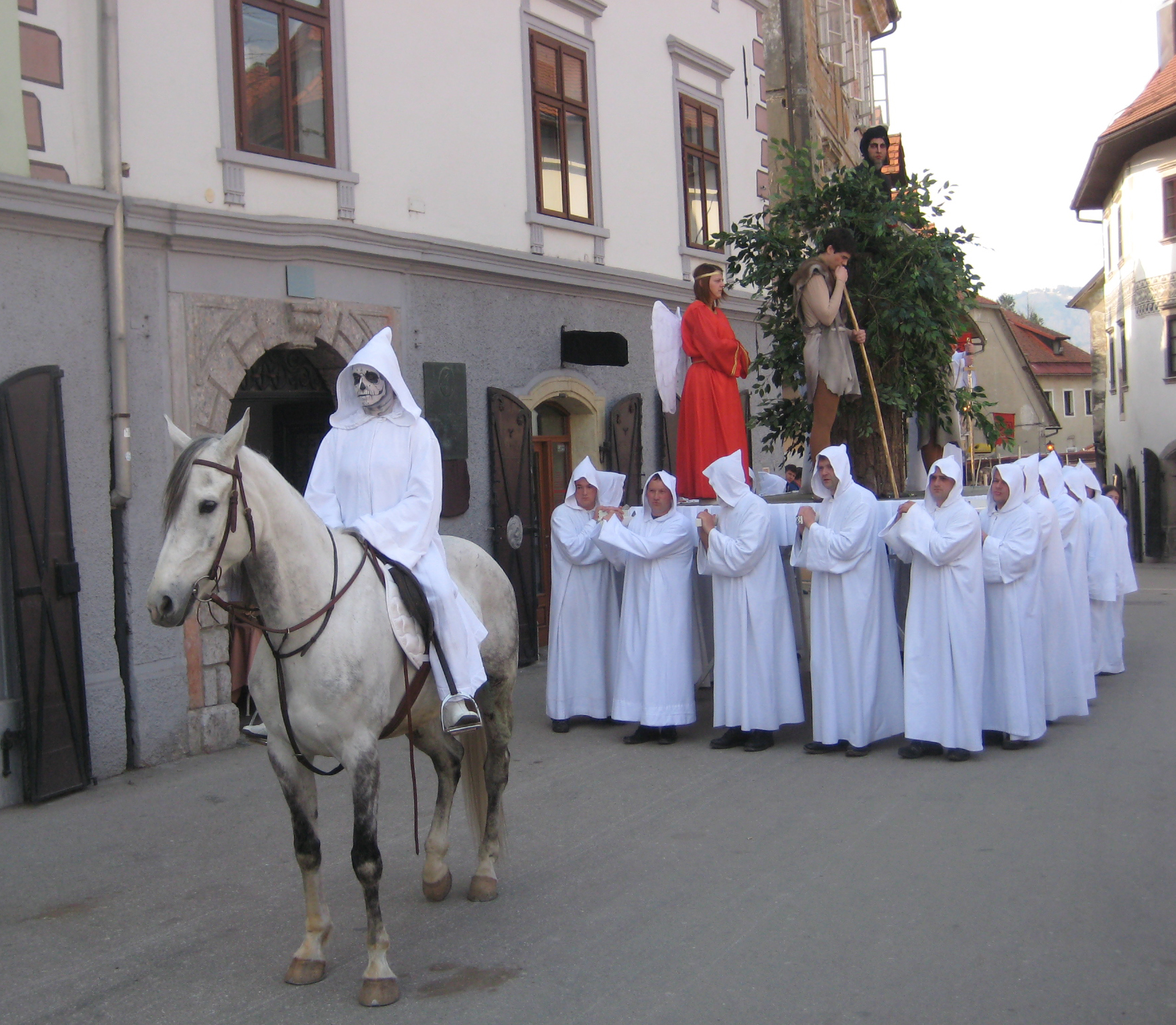
Scen från Processio Locopolitana, ett passionsspel från staden Škofja Loka.
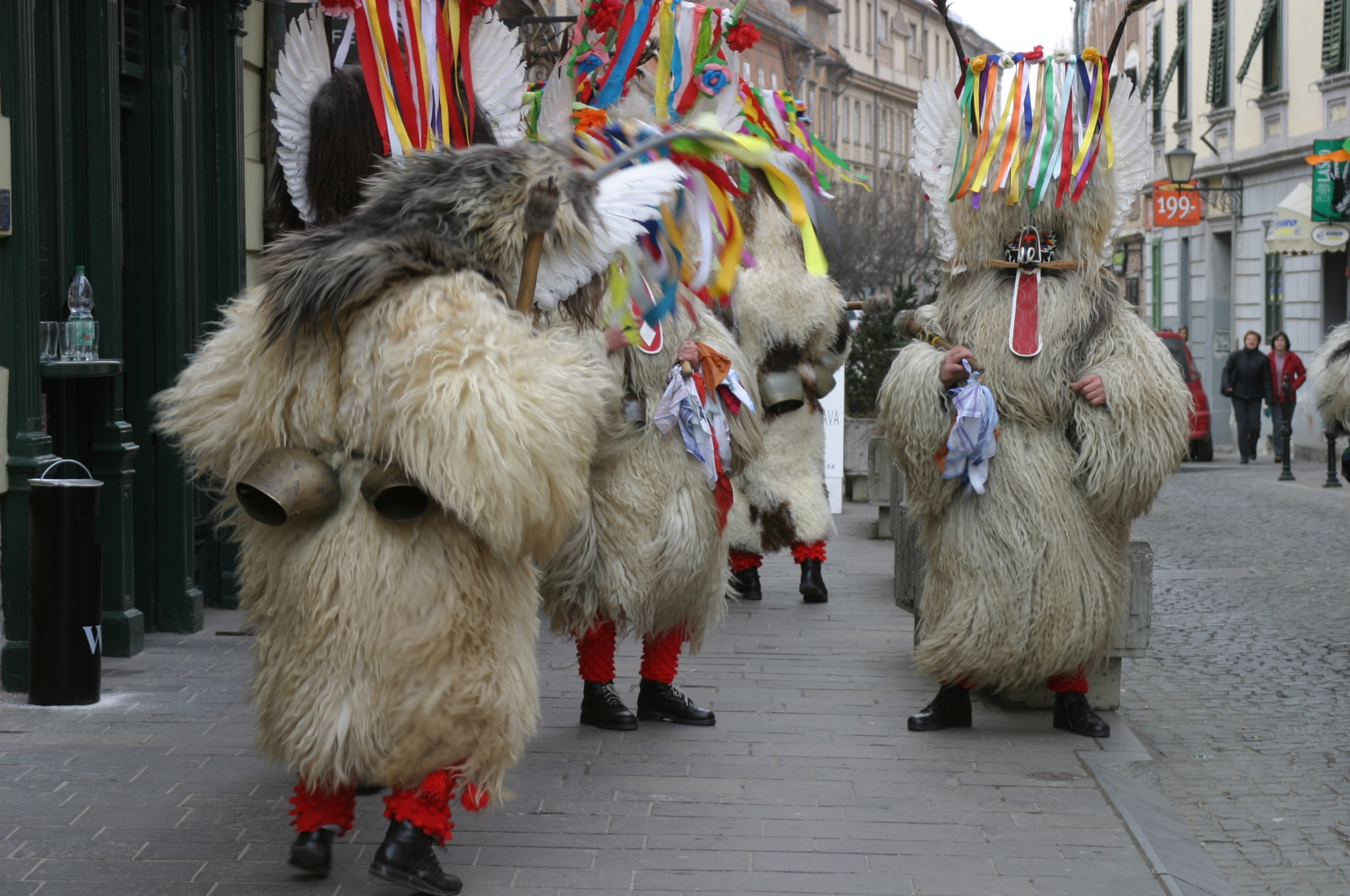
Karnevalskaraktären Kurent från området runt Ptuj sägs jaga bort vintern med sin dans och sprida fruktsamhet genom att daska till folk i baken med en igelkottsskinnförsedd träklubba.
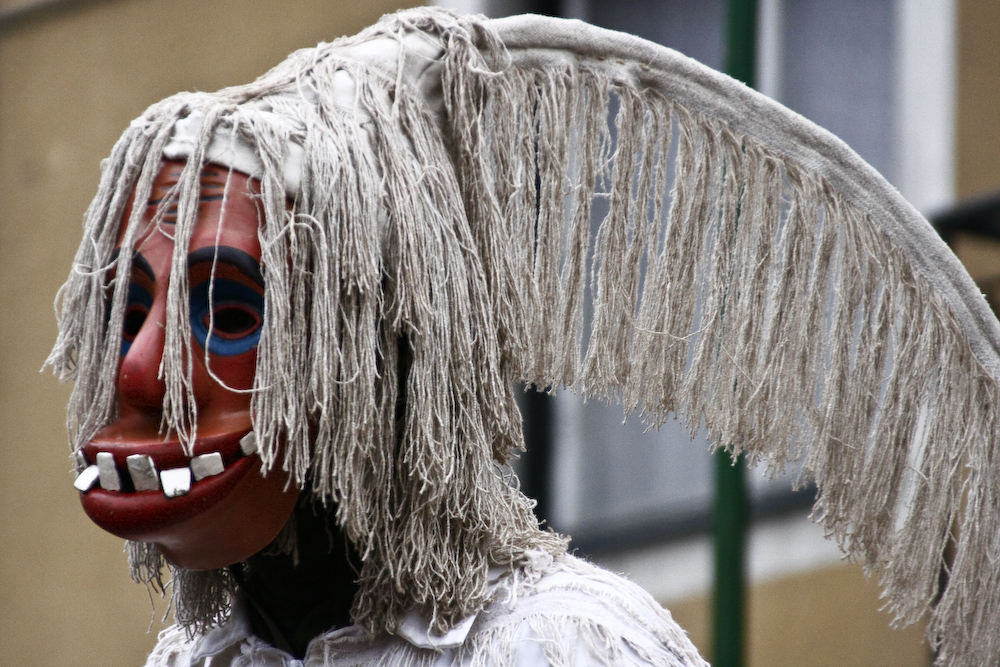
Ta Terjast är en fånig karnevalskaraktär från Cerkno.

#### Matkultur

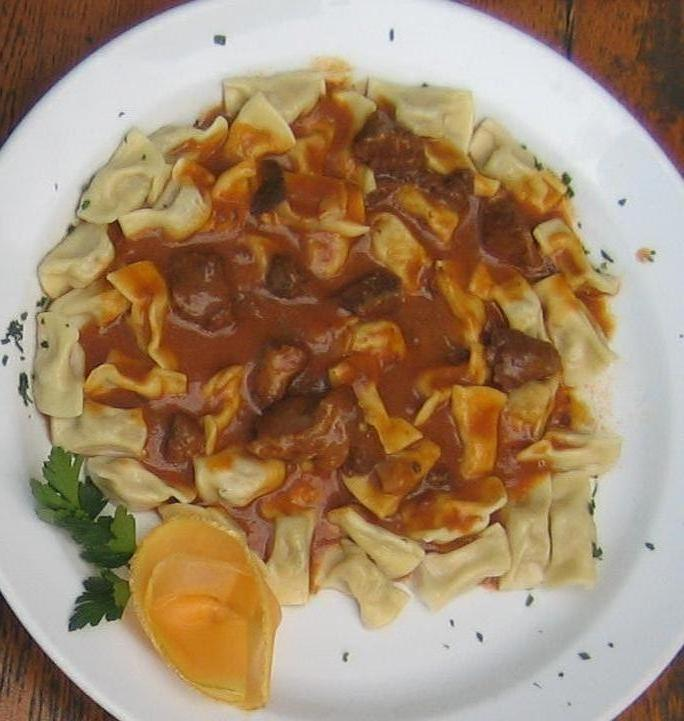
Žlikrofi är pastaknyten fyllda med rökt kött och örtkryddat potatismos. Rätten serveras ofta med lammgrytan bakalca.

Det variationsrika landskapet ger ett brett utbud råvaror har gett upphov till ett stort antal regionala kök i landet . Grovt sett kan matkulturen indelas i alpin, mediterran och pannonisk typ. Gryn-, deg- och äggrätter, såsom polenta och ”kaša” (bovetepolenta), och olika typer av pastor, såsom ”štruklji” (pastarullar med varierande kryddningar och fyllningar) och ”njoki” (motsvarar gnocchi), kompletterade med svamp (ofta Karl Johanssvamp och kantareller), grönsaker och mejeriprodukter var traditionell fattigmansmat i stora delar av Slovenien. Svamp är en viktig råvara. Kopplat till den tidigare omfattande fäboddriften i det slovenska alpområdet är ostproduktionen. Många olika typer av ostar produceras i Slovenien, av både ko-, får- och getmjölk, eller blandningen av dessa. Lufttorkad skinka, olika typer av rökt kött och färska, rökta och torra korvar, inklusive salami, är traditionella charkvaror. Viltkött är vanligt och lokalt äter man under senhösten sjusovare. Det senare en udda sed som lever kvar sedan romartiden. Till Sankt Martin äter man gås och dricker ungt vin (första jäsningsomgången från årets skörd). Kräftor i Slovenien äts varma och utbudet av fisk är generellt gott. Oliver och vin har producerats i Slovenien sedan förromersk tid. Många autoktona druv- och olivsorter har bevarats och nyplanteras nu i större omfattning. Detta ger produkter med distinkt lokal karaktär. De slovenska vinerna håller ofta hög kvalitet, men få finns att tillgå på den svenska marknaden annat än som beställningsvaror. Typiska slovenska delikatesser är pumpkärnsolja (en traditionell produkt från Štajerska (slovenska Steiermark)) och vit tryffel (från kustlandet). Slovenerna är något av gastronomiska "lokalpatrioter" och lägger stor vikt på närproducerat och ekologiskt (se t.ex. artikeln "oförstörd matresa" från SvD ).

#### Kläder och mode
Intimt förknippat med folkmusik i Slovenien är bruket av folkdräkter. Många av folkdräkterna som nu är i användning i Slovenien härstammar från 17- och 1800-talen, men kan ha äldre detaljer . Dräkterna från Sloveniens kärnland Krain är av alpint snitt och används ofta i representativa sammanhang, för att presentera Slovenien internationellt (jämför funktionen för ”sverigedräkten” i Sverige) . Beskrivningarna av dam- och herrdräkterna, i de två följande styckena, baseras på föregående referens, samt på ett flertal artiklar i slovenska etnografiska museets årspublikation ”Slovenski etnograf” .
Damerna på de två korten (sett från vänster) i galleriet nedan bär Bleds folkdräkt, typisk för Krain. Huvudbonaden är en s.k. ”avba”, med ett svart sammetsfält broderat med guldtråd (ofta motiv med fertilitetssymbolik av betydelse i bondesamhället, såsom sädesax och blommor). Baktill på ”avban” sitter en stor rosett av vävda tygband broderade med blommotiv. Axelpartiet täcks av en vävd fransförsedd schal. Klänningen är ärmlös och snöres under bysten. Ett förkläde bärs ovanpå klänningen. Under klänningen bärs en vit blus (ursprungligen av linne; numera ofta bomull) med knypplad krage. Knyppling är ett typiskt hantverk för Slovenien. På fötterna bärs knutvirkade vita strumpor, ibland med röda strumpebandsrosetter, och svarta läderkängor. Två essentiella accessoarer är näsduken med knypplade detaljer (fästs vid livet på höger sida), samt den förgyllda bälteskedjan (s.k. ”sklepanec”) att fästa husnyckeln i. Ytterligare en essentiell detalj vid högtidliga tillfällen är en s.k. ”pušelj”, ett litet knippe av rosmarinkvistar, geraniumblad och röd nejlika (symboliserar trohet, hopp och kärlek), eller ibland av andra kombinationer av blommor .  Damerna fäster sin ”pušelj” vid broschen som håller ihop schalen, mitt på bröstet; herrarna sätter den i hatten.
Herrdräkterna från Krain innehåller lederhosen (på slovenska ”irharce”) och en hatt prydd med en fjäderlyra (s.k. ”krivec”) från tuppen av en orre. Herrarnas sammetsväst, s.k. ”telovnik”, knäpps med knappar i silver eller pärlemor, är broderad med växtmotiv, t.ex. edelweiss, gentiana och rhododendron, eller vinrankor, och bärs ovanpå en vit skjorta (ursprungligen av linne; numera ofta bomull). Precis som damerna, täcker herrarna axelpartiet med en vävd schal, under västen, så att de fransförsedda kanterna sticker fram en bit ned på skjortärmarna. På fötterna har herrarna knähöga svarta läderstövlar med röda broderier runt skaftmynningarna, alternativt låga svarta skinnskor och i så fall knähöga virkade strumpor, ofta blåa. En essentiell detalj för herrarna är fickuret att ha i västens ficka.

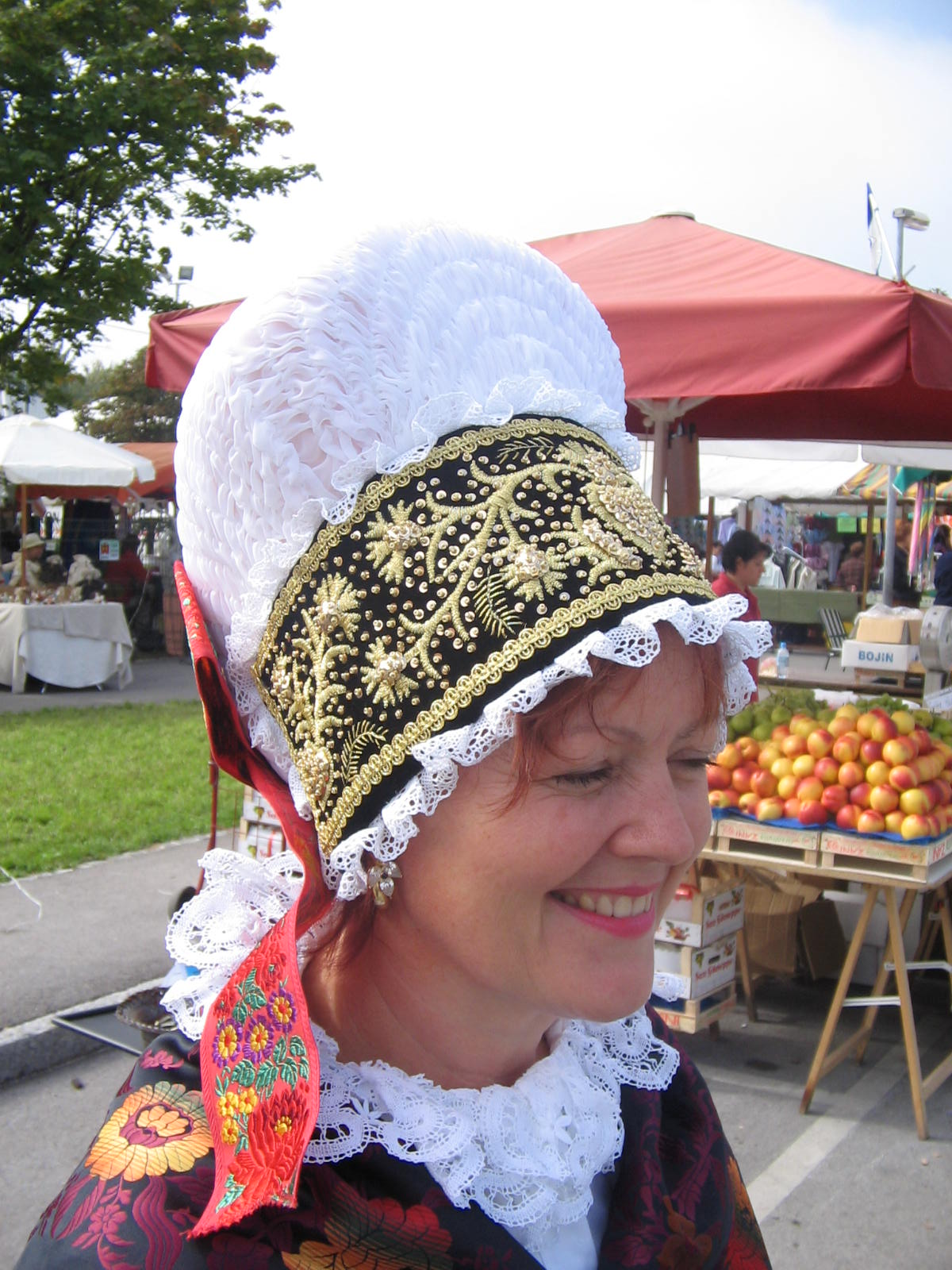
Damen på kortet bär Bleds folkdräkt, med en "avba" (huvudbonaden).
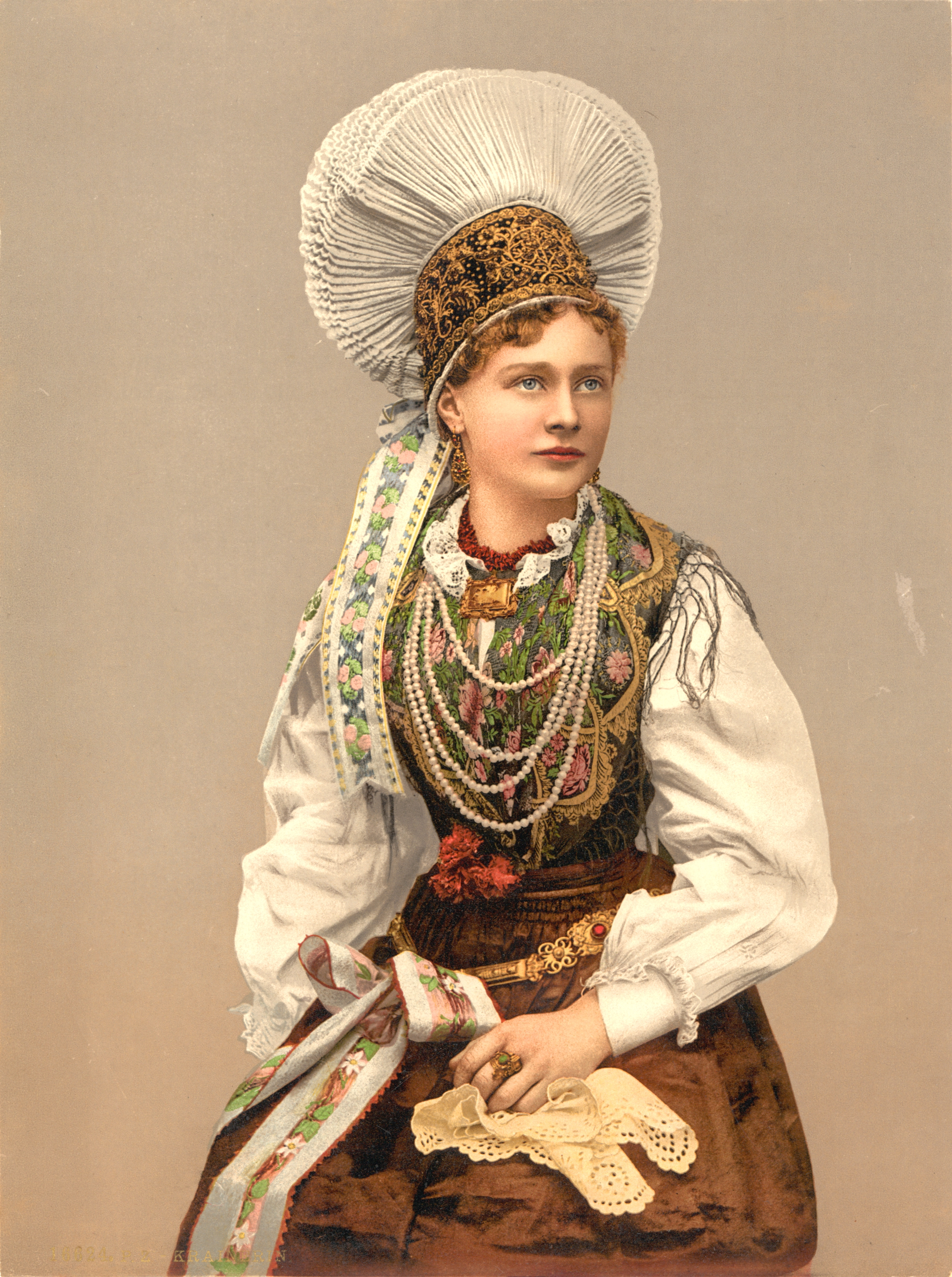
Färgsatt foto av dam i folkdräkt från Krain, taget av Benedikt Lergetporer 1897. I bälteskedjan, s.k. ”sklepanec”, sitter en stor rosett.
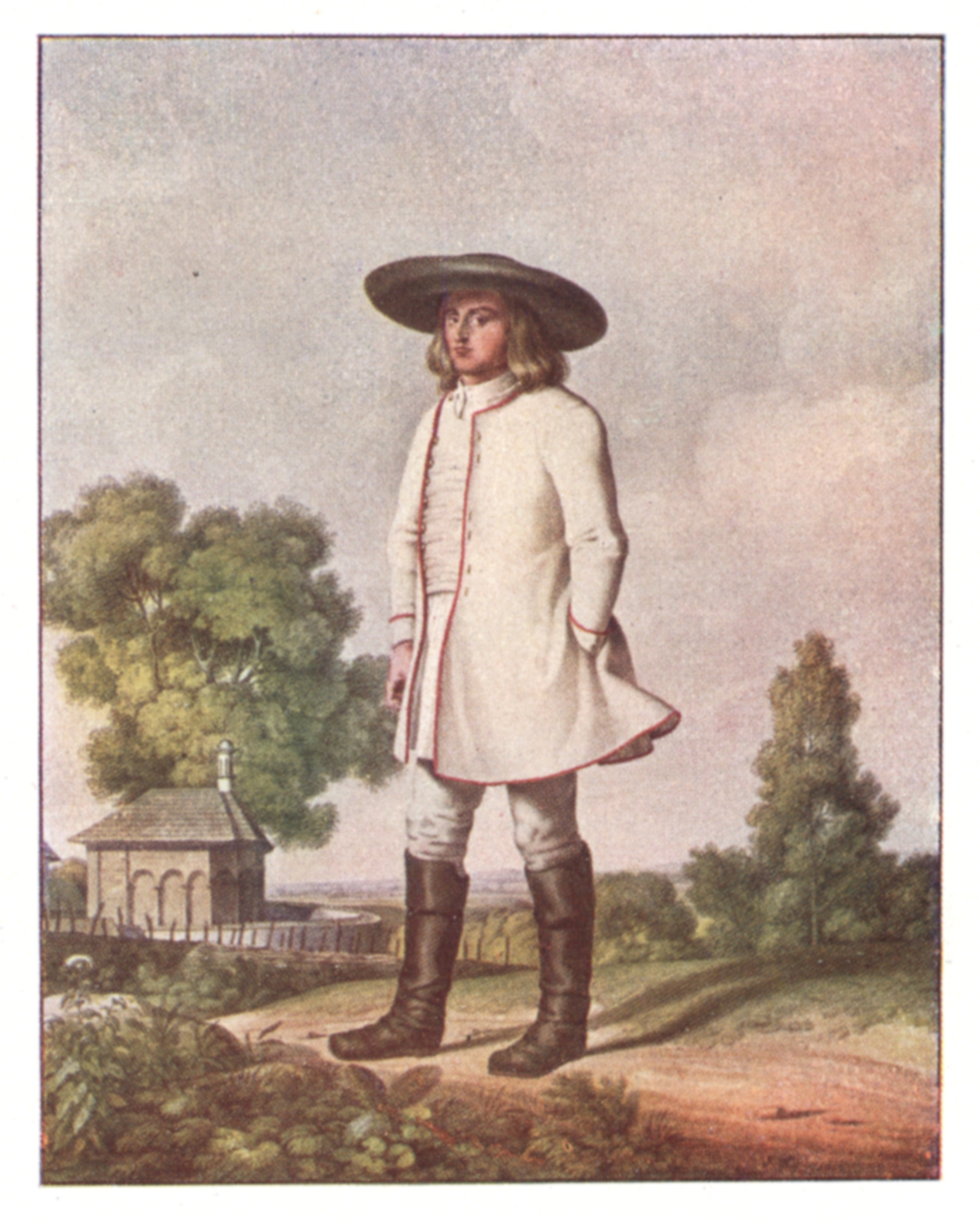
Herrdräkt, såsom den fortfarande ser ut, från Brežice. Akvarell av Karl Ruß, 1811.
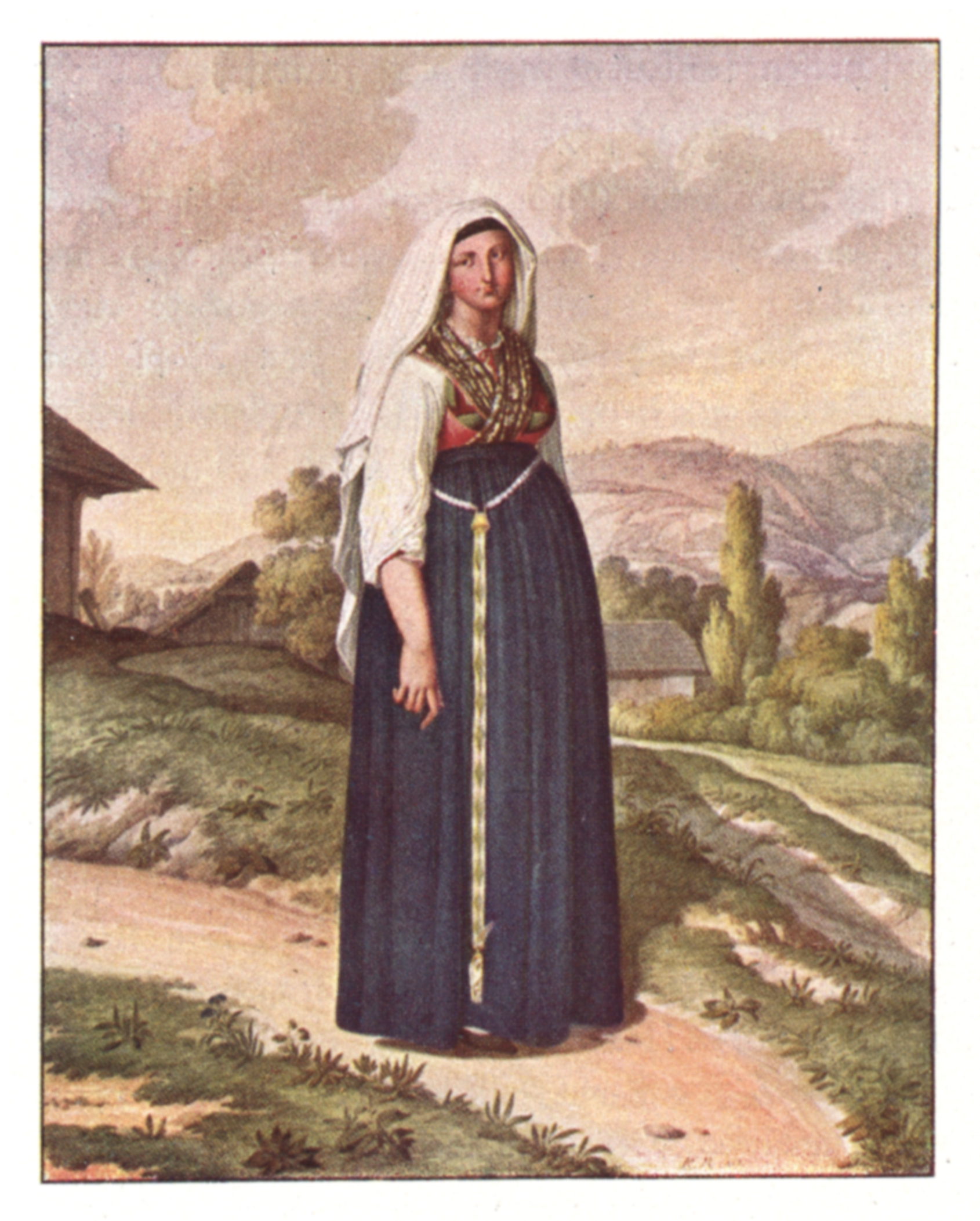
Damdräkt från Rogatec. Akvarell av Karl Ruß, 1811.

#### Övriga seder och traditioner
Slovenien har en rik tradition av frivilliga föreningar och intresseorganisationer som går tillbaka till långt före andra världskriget. Mer moderna icke-statliga organisationer (ISO) började dock utvecklas först under 1980-talet (mänskliga rättigheter, miljö med mera). I början av 2000-talet startade en dialog mellan regering och företrädare för icke-statliga organisationer (ISO) med syfte att formalisera ett framtida samarbete inom olika sektorer. Idag finns runt 22 000 olika icke-statliga organisationer/föreningar registrerade i Slovenien och de arbetar inom ett vitt spektrum av verksamheter; brandkåren, välgörenhet, miljö, mänskliga rättigheter, sociala frågor, ungdomsutbildning m.m. Till en allt större grad finansieras ISO:ernas verksamheter indirekt genom bidrag från EU:s strukturfonder, främst sociala strukturfonden. Andra finansiella källor är lokala myndigheter, kommuner och välgörenhet från allmänheten. Även om utbytet mellan regering och civila samhällets representanter har ökat de senaste åren utför ISO:s en mycket liten del av samhällets allmännyttiga tjänster. I ljuset av finanskrisen har dock senare politiska röster föreslagit att fler tjänster läggs ut på ISO:s .

## Internationella rankningar
| Organisation                                | Undersökning                   | Rankning  |
| ------------------------------------------- | ------------------------------ | --------- |
| Heritage Foundation/The Wall Street Journal | Index of Economic Freedom 2019 | 58 av 180 |
| Reportrar utan gränser                      | Pressfrihetsindex 2019         | 34 av 180 |
| Transparency International                  | Korruptionsindex 2018          | 36 av 180 |
| FN:s utvecklingsprogram                     | Human Development Index 2018   | 24 av 189 |